# Prix Eisner
Les prix Will Eisner de l'industrie de la bande dessinée (anglais : Will Eisner Comic Industry Awards), plus connus sous le nom de prix Eisner (Eisner Awards) sont des prix qui récompensent chaque année des personnalités de la bande dessinée pour des œuvres parues l'année précédente aux États-Unis. Ils sont décernés par des professionnels de la bande dessinée américaine et sont remis lors du festival Comic-Con de San Diego, en Californie. Ils rendent hommage au célèbre auteur américain Will Eisner (1917-2005), créateur du Spirit et auteur de nombreuses œuvres reconnues sur la vie à New York au XXe siècle.
Créés par Dave Olbrich en 1988 à la suite de son conflit avec Fantagraphics quant à la paternité des prix Jack Kirby, les prix Eisner sont repris par l'organisation du Comic-Con après les problèmes ayant conduit à leur annulation en 1990. Depuis 1991, ils sont gérés par Jackie Estrada (en).
Le grand nombre de prix et les changements fréquents d'intitulés n'en font pas moins un des trophées les plus prestigieux aux États-Unis, avec les Harveys. Le jury des prix Eisner se charge également du Temple de la renommée Will Eisner, où sont inscrits les plus grands noms de la bande dessinée américaine, avec une légère ouverture internationale.
Avec 24 récompenses glanées au long de sa carrière, le Britannique Alan Moore est l'auteur ayant remporté le plus d'Eisner, devant Chris Ware et ses 22 statuettes. Todd Klein, 18 fois lauréat du prix du meilleur lettrage, est le recordman pour une même catégorie. Robert Crumb présente la particularité de n'avoir jamais emporté d'Eisner alors qu'il est le plus jeune auteur jamais inscrit au Temple de la renommée. Jill Thompson (13 Eisner) est la femme la plus récompensée, devant la Canadienne Fiona Staples (9).

## Œuvres
Les « (d) » et « (e) » à la suite de noms dans la colonne « Dessin » servent à distinguer les dessinateurs (pencillers) des encreurs (encreurs). La nationalité des auteurs non américains est précisée par un drapeau avant leur nom.

### Meilleur numéro ou meilleur one-shot
Ce prix présent depuis la création des prix Eisner, et issu des prix Jack Kirby, a porté différents noms depuis 1988 :
- 1988-1989 : meilleur numéro (Best Single Issue)
- 1991-1992 : meilleur histoire ou numéro (Best Story or Single Issue)
- 1993-2003 : meilleur numéro (Best Single Issue)
- 2004- : meilleur numéro ou one-shot (Best Single Issue or One-Shot)

| Année | Titre                                                         | Dessin                                | Scénario              | Maison d'édition             |
| ----- | ------------------------------------------------------------- | ------------------------------------- | --------------------- | ---------------------------- |
| 1988  | Gumby Summer Fun Special no 1                                 | Art Adams                             | Bob Burden            | Comico                       |
| 1989  | Kings in Disguise no 1                                        | Dan Burr                              | James Vance           | Kitchen Sink                 |
| 1991  | Concrete Celebrates Earth Day                                 | Paul Chadwick                         | Paul Chadwick         | Dark Horse                   |
| 1991  | Concrete Celebrates Earth Day                                 | Charles Vess                          |                       | Dark Horse                   |
| 1991  | Concrete Celebrates Earth Day                                 | Jean Giraud                           |                       | Dark Horse                   |
| 1992  | Sandman no 22-28 : La Saison des brumes                       | Kelley Jones                          | Neil Gaiman           | DC                           |
| 1993  | Nexus no 81 : The Origin                                      | Steve Rude                            | Mike Baron            | Dark Horse                   |
| 1994  | Batman Adventures: Mad Love                                   | Bruce Timm                            | Paul Dini             | DC                           |
| 1995  | Batman Adventures Holiday Special                             | Bruce Timm, Ronnie del Carmen, et al. | Paul Dini, Bruce Timm | DC                           |
| 1996  | Kurt Busiek's Astro City no 4: Safeguards                     | Brent Anderson                        | Kurt Busiek           | Jukebox Productions et Image |
| 1997  | Kurt Busiek's Astro City, vol. 2, no 1: Welcome to Astro City | Brent Anderson (d)                    | Kurt Busiek           | Jukebox Productions et Image |
| 1997  | Kurt Busiek's Astro City, vol. 2, no 1: Welcome to Astro City | Will Blyberg (e)                      | Kurt Busiek           | Jukebox Productions et Image |
| 1998  | Kurt Busiek's Astro City, vol. 2 no 10: Show 'Em All          | Brent Anderson (d)                    | Kurt Busiek           | Jukebox Productions et Image |
| 1998  | Kurt Busiek's Astro City, vol. 2 no 10: Show 'Em All          | Will Blyberg (e)                      | Kurt Busiek           | Jukebox Productions et Image |
| 1999  | Hitman no 34: Of Thee I Sing                                  | John McCrea (d)                       | Garth Ennis           | DC                           |
| 1999  | Hitman no 34: Of Thee I Sing                                  | Gary Leach (e)                        | Garth Ennis           | DC                           |
| 2000  | Tom Strong no 1: How Tom Strong Got Started                   | Chris Sprouse (d)                     | Alan Moore            | America's Best Comics        |
| 2000  | Tom Strong no 1: How Tom Strong Got Started                   | Al Gordon (e)                         | Alan Moore            | America's Best Comics        |
| 2001  | Promethea no 10: Sex, Stars and Serpents                      | J.H. Williams III (d)                 | Alan Moore            | America's Best Comics        |
| 2001  | Promethea no 10: Sex, Stars and Serpents                      | Mick Gray (e)                         | Alan Moore            | America's Best Comics        |
| 2002  | Eightball no 22                                               | Daniel Clowes                         | Daniel Clowes         | Fantagraphics                |
| 2003  | The Stuff of Dreams                                           | Kim Deitch                            | Kim Deitch            | Fantagraphics                |
| 2004  | Conan The Legend no 0                                         | Cary Nord                             | Kurt Busiek           | Dark Horse                   |
| 2004  | The Goon no 1                                                 | Eric Powell                           | Eric Powell           | Dark Horse                   |
| 2005  | Eightball no 23 : Le Rayon de la mort (en)                    | Daniel Clowes                         | Daniel Clowes         | Fantagraphics                |
| 2006  | Solo no 5                                                     | Darwyn Cooke                          | Darwyn Cooke          | DC                           |
| 2007  | Batman/The Spirit                                             | Darwyn Cooke                          | Jeph Loeb             | DC                           |
| 2008  | Justice League of America no 11 : Walls                       | Gene Ha                               | Brad Meltzer          | DC                           |
| 2010  | Captain America no 601: Red, White, and Blue-Blood            | Gene Colan                            | Ed Brubaker           | Marvel                       |
| 2011  | Hellboy no 50 : Double Feature of Evil                        | Richard Corben                        | Mike Mignola          | Dark Horse                   |
| 2012  | Daredevil no 7                                                | Paolo Rivera (d)                      | Mark Waid             | Marvel                       |
| 2012  | Daredevil no 7                                                | Joe Rivera (e)                        | Mark Waid             | Marvel                       |
| 2013  | The Mire                                                      | Becky Cloonan                         | Becky Cloonan         | autoédition                  |
| 2014  | Hawkeye no 11 : Pizza is my Business                          | David Aja                             | Matt Fraction         | Marvel                       |
| 2015  | Bêtes de somme : Hunters and Gatherers                        | Jill Thompson                         | Evan Dorkin           | Dark Horse                   |
| 2016  | Silver Surfer no 11 : Never After                             | Mike Allred                           | Dan Slott             | Marvel                       |
| 2017  | Bêtes de somme : What the Cat Dragged In                      | Jill Thompson                         | Evan Dorkin           | Dark Horse                   |
| 2017  | Bêtes de somme : What the Cat Dragged In                      | Jill Thompson                         | Sarah Dyer            | Dark Horse                   |
| 2018  | Hellboy : Krampusnight                                        | Adam Hughes                           | Mike Mignola          | Dark Horse                   |
| 2019  | Peter Parker : The Spectacular Spider-Man no 310              | Chip Zdarsky                          | Chip Zdarsky          | Marvel                       |
| 2020  | Our Favorite Thing Is My Favorite Thing Is Monsters           | Emil Ferris                           | Emil Ferris           | Fantagraphics                |
| 2021  | Sport Is Hell                                                 | Ben Passmore                          | Ben Passmore          | Koyama Press                 |
| 2022  | Wonder Woman Historia: The Amazons no 1                       | Phil Jimenez                          | Kelly Sue DeConnick   | DC                           |
| 2023  | Batman: One Bad Day: The Riddler                              | Mitch Gerads                          | Tom King              | DC                           |
| 2024  | Nightwing no 105                                              | Bruno Redondo                         | Tom Taylor (en)       | DC                           |

### Meilleure histoire courte
Ce prix, nommé « Best Short Story » en anglais, est apparu en 1993. Il concerne des histoires publiées dans des albums individuels ou collectifs, des recueils, ou des numéros de comic book comportant plus d'une histoire.
| Année | Titre                                                       | Publication                                    | Dessin             | Scénario              | Maison d'édition                                       |
| ----- | ----------------------------------------------------------- | ---------------------------------------------- | ------------------ | --------------------- | ------------------------------------------------------ |
| 1993  | « Two Cities »                                              | Xenozoic Tales no 12                           | Mark Schultz       | Mark Schultz          | Kitchen Sink                                           |
| 1994  | « The Amazing Colossal Homer »                              | Simpsons Comics no 1                           | Bill Morrison      | Steve Vance           | Bongo                                                  |
| 1994  | « The Amazing Colossal Homer »                              | Simpsons Comics no 1                           | Bill Morrison      | Cindy Vance           | Bongo                                                  |
| 1995  | « The Babe Wore Red »                                       | Sin City : The Babe Wore Red and Other Stories | Frank Miller       | Frank Miller          | Dark Horse (Legend)                                    |
| 1996  | « Bring Me the Head of Boba Fett »                          | Instant Piano no 3                             | Evan Dorkin        | Evan Dorkin           | Dark Horse                                             |
| 1997  | « Heroes »                                                  | Batman: Black & White no 4                     | Gary Gianni        | Archie Goodwin        | DC                                                     |
| 1998  | « The Marathon Men »                                        | Dork! no 4                                     | Evan Dorkin        | Evan Dorkin           | Slave Labor                                            |
| 1999  | « Devil's Advocate »                                        | Grendel: Black, White and Red no 1             | Tim Sale           | Matt Wagner           | Dark Horse                                             |
| 2000  | « Letitia Lerner, Superman's Babysitter (en) »              | Elseworlds 80-Page Giant (en)                  | Kyle Baker         | Elizabeth “Liz” Glass | DC                                                     |
| 2000  | « Letitia Lerner, Superman's Babysitter (en) »              | Elseworlds 80-Page Giant (en)                  | Kyle Baker         | Kyle Baker            | DC                                                     |
| 2001  | « The Gorilla Suit »                                        | StreetWise (en)                                | / Sergio Aragonés  | / Sergio Aragonés     | TwoMorrows                                             |
| 2002  | « The Intervention »                                        | Dork! no 9                                     | Evan Dorkin        | Evan Dorkin           | Slave Labor                                            |
| 2003  | « The Magician and the Snake »                              | Dark Horse Maverick: Happy Endings             | Mike Mignola       | Katie Mignola         | Dark Horse                                             |
| 2003  | « The Magician and the Snake »                              | Dark Horse Maverick: Happy Endings             | Mike Mignola       | Mike Mignola          | Dark Horse                                             |
| 2004  | « Mort »                                                    | The Sandman : Nuits éternelles                 | P. Craig Russell   | Neil Gaiman           | Vertigo                                                |
| 2005  | « Unfamiliar »                                              | The Dark Horse Book of Witchcraft (en)         | Jill Thompson      | Evan Dorkin           | Dark Horse                                             |
| 2006  | « Teenaged Sidekick »                                       | Solo no 3                                      | Paul Pope          | Paul Pope             | DC                                                     |
| 2007  | « A Frog's Eye View »                                       | Fables : 1001 Nuits de neige                   | James Jean         | Bill Willingham       | Vertigo                                                |
| 2008  | « Mr. Wonderful »                                           | New York Times Sunday Magazine                 | Daniel Clowes      | Daniel Clowes         | The New York Times Company                             |
| 2009  | « Murder He Wrote »                                         | The Simpsons' Treehouse of Horror no 14        | Nina Matsumoto (d) | Ian Boothby           | Bongo                                                  |
| 2009  | « Murder He Wrote »                                         | The Simpsons' Treehouse of Horror no 14        | Andrew Pepoy (e)   | Ian Boothby           | Bongo                                                  |
| 2010  | « Demande urgente »                                         | Le Sourire éternel                             | Derek Kirk Kim     | Gene Luen Yang        | First Second                                           |
| 2011  | « Post Mortem »                                             | I Am an Avenger no 2                           | Michael Lark       | Greg Rucka            | Marvel                                                 |
| 2012  | « The Seventh »                                             | Richard Stark's Parker: The Martini Edition    | Darwyn Cooke       | Darwyn Cooke          | IDW                                                    |
| 2013  | « Moon 1969: The True Story of the 1969 Moon Launch »       | Tales Designed to Thrizzle no 8                | Michael Kupperman  | Michael Kupperman     | Fantagraphics                                          |
| 2014  | « Untitled »                                                | Love and Rockets: New Stories no 6             | Gilbert Hernandez  | Gilbert Hernandez     | Fantagraphics                                          |
| 2015  | « When the Darkness Presses »                               | Publié en ligne                                | Emily Carroll      | Emily Carroll         | Auto-édité                                             |
| 2016  | « Tuer et Mourir »                                          | Optic Nerve n°14                               | Adrian Tomine      | Adrian Tomine         | Drawn & Quarterly                                      |
| 2017  | « Good Boy »                                                | Batman Annual no 1                             | David Finch        | Tom King              | DC                                                     |
| 2018  | « A Life in Comics: The Graphic Adventures of Karen Green » | Columbia Magazine, été 2017                    | Nick Sousanis      | Nick Sousanis         | Université Columbia                                    |
| 2019  | « The Talk of Saints »                                      | Swamp Thing Winter Special                     | Jason Fabok        | Tom King              | DC                                                     |
| 2020  | « Hot Comb »                                                | Hot Comb                                       | Ebony Flowers      | Ebony Flowers         | Fantagraphics                                          |
| 2021  | « When the Menopausal Carnival Comes to Town »              | Menopause: A Comic Treatment                   | Mimi Pond          | Mimi Pond             | Graphic Medicine / Pennsylvania State University Press |
| 2022  | « Funeral in Foam »                                         | You Died: An Anthology of the Afterlife        | Raina Telgemeier   | Casey Gilly           | Iron Circus                                            |
| 2023  | « Finding Batman »                                          | 'DC Pride 2022                                 | J. Bone            | Kevin Conroy          | DC                                                     |
| 2024  | « The Kelpie »                                              | Four Gathered on Christmas Eve                 | Becky Cloonan      | Becky Cloonan         | Dark Horse                                             |

### Meilleure histoire à suivre
Ce prix, nommé « Best Serialized Story » en anglais, est apparu en 1993 et disparu en 2006. Il récompensait une histoire se déroulant sur plusieurs numéros d'une série comic books régulière (un arc narratif) et ne concernait donc pas les mini-séries, qui disposent d'un prix propre.
| Année | Titre                            | Publication                            | Dessin                  | Scénario               | Maison d'édition             |
| ----- | -------------------------------- | -------------------------------------- | ----------------------- | ---------------------- | ---------------------------- |
| 1993  | From Hell chap. 5-6              | Taboo no 6-7                           | Eddie Campbell          | Alan Moore             | SpiderBaby Graphix et Tundra |
| 1994  | « The Great Cow Race »           | Bone no 7-11                           | Jeff Smith              | Jeff Smith             | Cartoon Books                |
| 1995  | La Jeunesse de Picsou            | Uncle Scrooge no 285-296               | Don Rosa                | Don Rosa               | Gladstone                    |
| 1996  | Strangers in Paradise no 1-8     | Strangers in Paradise no 1-8           | Terry Moore             | Terry Moore            | Abstract Studios             |
| 1997  | « Sand and Stars »               | Starman no 20-23                       | Tony Harris (d)         | James Robinson         | DC Comics                    |
| 1997  | « Sand and Stars »               | Starman no 20-23                       | Guy Davis (de)          | James Robinson         | DC Comics                    |
| 1997  | « Sand and Stars »               | Starman no 20-23                       | Wade von Grawbadger (e) | James Robinson         | DC Comics                    |
| 1998  | « Confession »                   | Kurt Busiek's Astro City vol. 2 no 4-9 | Brent Anderson (d)      | Kurt Busiek            | Jukebox Productions/et Image |
| 1998  | « Confession »                   | Kurt Busiek's Astro City vol. 2 no 4-9 | Will Blyberg (e)        | Kurt Busiek            | Jukebox Productions/et Image |
| 1999  | « Grasscutter »                  | Usagi Yojimbo no 13-22                 | Stan Sakai              | Stan Sakai             | Dark Horse                   |
| 2000  | Tom Strong no 4-7                | Tom Strong no 4-7                      | Chris Sprouse (d)       | Alan Moore             | ABC                          |
| 2000  | Tom Strong no 4-7                | Tom Strong no 4-7                      | Al Gordon (e)           | Alan Moore             | ABC                          |
| 2001  | « Hang Up on the Hang Low »      | 100 Bullets no 15-18                   | Eduardo Risso           | Brian Azzarello        | Vertigo                      |
| 2002  | « Coming Home »                  | Amazing Spider-Man no 30-35            | John Romita Jr. (d)     | J. Michael Straczynski | Marvel                       |
| 2002  | « Coming Home »                  | Amazing Spider-Man no 30-35            | Scott Hanna (e)         | J. Michael Straczynski | Marvel                       |
| 2003  | « Legends in Exile »             | Fables no 1-5                          | Lan Medina (d)          | Bill Willingham        | Vertigo                      |
| 2003  | « Legends in Exile »             | Fables no 1-5                          | Steve Leialoha (e)      | Bill Willingham        | Vertigo                      |
| 2004  | « Half a Life »                  | Gotham Central no 6-10                 | Michael Lark            | Greg Rucka             | DC                           |
| 2005  | « March of the Wooden Soldiers » | Fables no 19-27                        | Mark Buckingham (d)     | Bill Willingham        | Vertigo                      |
| 2005  | « March of the Wooden Soldiers » | Fables no 19-27                        | Steve Leialoha (e)      | Bill Willingham        | Vertigo                      |
| 2006  | « Return to the Homelands »      | Fables no 36-38 et 40-41               | Mark Buckingham (d)     | Bill Willingham        | Vertigo                      |
| 2006  | « Return to the Homelands »      | Fables no 36-38 et 40-41               | Steve Leialoha (e)      | Bill Willingham        | Vertigo                      |

### Meilleure série en noir et blanc
Ce prix, nommé « Best Black-and-White Series » en anglais, présent à la création des prix Eisner et issu des prix Jack Kirby, a été supprimé après 1991.
| Année | Titre          | Auteur        | Maison d'édition   |
| ----- | -------------- | ------------- | ------------------ |
| 1988  | Concrete       | Paul Chadwick | Dark Horse         |
| 1989  | Concrete       | Paul Chadwick | Dark Horse         |
| 1991  | Xenozoic Tales | Mark Schultz  | Kitchen Sink Press |

### Meilleure série
Ce prix, nommé « Best Continuing Series » en anglais, est présent depuis la création des prix Eisner, et issu des prix Jack Kirby. Il récompense une série de comic book.
| Année | Titre                             | Dessinateur           | Scénariste            | Maison d'édition             |
| ----- | --------------------------------- | --------------------- | --------------------- | ---------------------------- |
| 1988  | Concrete                          | Paul Chadwick         | Paul Chadwick         | Dark Horse                   |
| 1989  | Concrete                          | Paul Chadwick         | Paul Chadwick         | Dark Horse                   |
| 1991  | Sandman                           | Divers                | Neil Gaiman           | DC                           |
| 1992  | Sandman                           | Divers                | Neil Gaiman           | DC                           |
| 1993  | Sandman                           | Divers                | Neil Gaiman           | DC                           |
| 1994  | Bone                              | Jeff Smith            | Jeff Smith            | Cartoon Books                |
| 1995  | Bone                              | Jeff Smith            | Jeff Smith            | Cartoon Books                |
| 1996  | Acme Novelty Library              | Chris Ware            | Chris Ware            | Fantagraphics                |
| 1997  | Kurt Busiek's Astro City          | Brent Anderson (d)    | Kurt Busiek           | Jukebox Productions et Image |
| 1997  | Kurt Busiek's Astro City          | Will Blyberg (e)      | Kurt Busiek           | Jukebox Productions et Image |
| 1998  | Kurt Busiek's Astro City          | Brent Anderson (d)    | Kurt Busiek           | Jukebox Productions et Image |
| 1998  | Kurt Busiek's Astro City          | Will Blyberg (e)      | Kurt Busiek           | Jukebox Productions et Image |
| 1999  | Preacher                          | Steve Dillon          | Garth Ennis           | Vertigo                      |
| 2000  | Acme Novelty Library              | Chris Ware            | Chris Ware            | Fantagraphics                |
| 2001  | Top 10                            | Gene Ha (d)           | Alan Moore            | ABC                          |
| 2001  | Top 10                            | Zander Cannon (e)     | Alan Moore            | ABC                          |
| 2002  | 100 Bullets                       | Eduardo Risso         | Brian Azzarello       | Vertigo                      |
| 2003  | Daredevil                         | Alex Maleev           | Brian Michael Bendis  | Marvel                       |
| 2004  | 100 Bullets                       | Eduardo Risso         | Brian Azzarello       | Vertigo                      |
| 2005  | The Goon                          | Eric Powell           | Eric Powell           | Dark Horse                   |
| 2006  | Astonishing X-Men                 | John Cassaday         | Joss Whedon           | Marvel                       |
| 2007  | All-Star Superman                 | Frank Quitely         | Grant Morrison        | Vertigo                      |
| 2008  | Y, le dernier homme               | Pia Guerra (d)        | Brian K. Vaughan      | Vertigo                      |
| 2008  | Y, le dernier homme               | Jose Marzan, Jr. (e)  | Brian K. Vaughan      | Vertigo                      |
| 2009  | All-Star Superman                 | Frank Quitely         | Grant Morrison        | DC                           |
| 2010  | The Walking Dead                  | Charles Adlard        | Robert Kirkman        | Image                        |
| 2011  | Chew                              | Rob Guillory          | John Layman           | Image                        |
| 2012  | Daredevil                         | Marcos Martín (de)    | Mark Waid             | Marvel                       |
| 2012  | Daredevil                         | Paolo Rivera (d)      | Mark Waid             | Marvel                       |
| 2012  | Daredevil                         | Joe Rivera (e)        | Mark Waid             | Marvel                       |
| 2013  | Saga                              | Fiona Staples         | Brian K. Vaughan      | Image                        |
| 2014  | Saga                              | Fiona Staples         | Brian K. Vaughan      | Image                        |
| 2015  | Saga                              | Fiona Staples         | Brian K. Vaughan      | Image                        |
| 2016  | Southern Bastards                 | Jason Latour          | Jason Aaron           | Image                        |
| 2017  | Saga                              | Fiona Staples         | Brian K. Vaughan      | Image                        |
| 2018  | Monstress                         | Sana Takeda           | Marjorie Liu          | Image                        |
| 2019  | Giant Days                        | Max Sarin             | John Allison          | Boom! Box                    |
| 2019  | Giant Days                        | Julia Madrigal        | John Allison          | Boom! Box                    |
| 2020  | Bitter Root                       | Sanford Greene        | Chuck Brown           | Image                        |
| 2020  | Bitter Root                       | Sanford Greene        | David F. Walker       | Image                        |
| 2021  | Usagi Yojimbo                     | Stan Sakai            | Stan Sakai            | IDW Publishing               |
| 2022  | Bitter Root                       | Sanford Greene        | Chuck Brown           | Image                        |
| 2022  | Bitter Root                       | Sanford Greene        | David F. Walker       | Image                        |
| 2022  | Something Is Killing the Children | Werther Dell’Edera    | James Tynion IV       | Boom! Studios                |
| 2023  | Nightwing                         | Bruno Redondo         | Tom Taylor            | DC                           |
| 2024  | Transformers (en)                 | Daniel Warren Johnson | Daniel Warren Johnson | Skybound                     |

### Meilleure mini-série
Ce prix présent depuis la création des prix Eisner, et issu des prix Jack Kirby récompense une courte série de comic books, dérivée ou non d'une autre série. Il a porté différents noms depuis 1988 :
- 1988-1994: Best Finite Series
- 1994 : Best Finite/Limited Series
- 1995-2009 : Meilleure mini-série (Best Limited Series)
- 2010-2012 : Meilleure mini-série ou arc narratif (Best Limited Series or Story Arc)
- 2014- : Meilleure mini-série (Best Limited Series)

| Année | Titre                                          | Dessin                 | Scénario                                | Maison d'édition      |
| ----- | ---------------------------------------------- | ---------------------- | --------------------------------------- | --------------------- |
| 1988  | Watchmen                                       | Dave Gibbons           | Alan Moore                              | DC                    |
| 1989  | Silver Surfer : Parabole                       | Moebius                | Stan Lee                                | Marvel                |
| 1991  | Le Rêve américain                              | Dave Gibbons           | Frank Miller                            | Dark Horse            |
| 1992  | Concrete : Fragile Créature                    | Paul Chadwick          | Paul Chadwick                           | Dark Horse            |
| 1993  | Grendel : L'Enfant guerrier                    | Patrick McEown         | Matt Wagner                             | Dark Horse            |
| 1994  | Marvels                                        | Alex Ross              | Kurt Busiek                             | Marvel                |
| 1995  | Sin City : J'ai tué pour elle                  | Frank Miller           | Frank Miller                            | Dark Horse            |
| 1996  | Sin City : Le Grand Carnage                    | Frank Miller           | Frank Miller                            | Dark Horse            |
| 1997  | Kingdom Come                                   | Alex Ross              | Mark Waid                               | DC                    |
| 1998  | Batman : Un long Halloween                     | Tim Sale               | Jeph Loeb                               | DC                    |
| 1999  | 300                                            | Frank Miller (de)      | Frank Miller                            | Dark Horse            |
| 1999  | 300                                            | Lynn Varley (couleurs) | Frank Miller                            | Dark Horse            |
| 2000  | Whiteout : Fusion                              | Steve Lieber           | Greg Rucka                              | Oni Press             |
| 2001  | The Ring of the Nibelung                       | P. Craig Russell       | P. Craig Russell d'après Richard Wagner | Maverick              |
| 2001  | The Ring of the Nibelung                       | P. Craig Russell       | Patrick Mason d'après Richard Wagner    | Maverick              |
| 2002  | Hellboy : Le Ver conquérant                    | Mike Mignola           | Mike Mignola                            | Maverick              |
| 2003  | La Ligue des gentlemen extraordinaires, vol. 2 | Kevin O'Neill          | Alan Moore                              | America's Best Comics |
| 2004  | Les Quatre Fantastiques : Unstable Molecules   | Guy Davis              | James Sturm                             | Marvel                |
| 2005  | La Nouvelle Frontière                          | Darwyn Cooke           | Darwyn Cooke                            | DC                    |
| 2006  | Seven Soldiers of Victory                      | Divers                 | Grant Morrison                          | DC                    |
| 2007  | Batman : Année 100                             | Paul Pope              | Paul Pope                               | DC                    |
| 2008  | Umbrella Academy                               | Gabriel Bá             | Gerard Way                              | Dark Horse            |
| 2009  | Hellboy : L'Homme tordu                        | Richard Corben         | Mike Mignola                            | Dark Horse            |
| 2010  | Le Magicien d'Oz                               | Skottie Young          | Eric Shanower d'après L. Frank Baum     | Marvel                |
| 2011  | Daytripper                                     | Gabriel Bá             | Fábio Moon                              | Vertigo               |
| 2012  | Criminal : Le Dernier des innocents            | Sean Phillips          | Ed Brubaker                             | Icon Comics           |
| 2014  | The Wake                                       | Sean Murphy            | Scott Snyder                            | Vertigo               |
| 2015  | Little Nemo : Retour à Slumberland             | Gabriel Rodriguez      | Eric Shanower                           | IDW Publishing        |
| 2016  | The Fade Out                                   | Sean Phillips          | Ed Brubaker                             | Image Comics          |
| 2017  | The Vision                                     | Gabriel Walta          | Tom King                                | Marvel                |
| 2018  | La Panthère noire : World of Wakanda           | Alitha Martinez        | Roxane Gay                              | Marvel                |
| 2018  | La Panthère noire : World of Wakanda           | Alitha Martinez        | Ta-Nehisi Coates                        | Marvel                |
| 2019  | Mister Miracle                                 | Mitch Gerads           | Tom King                                | DC Comics             |
| 2020  | Little Bird                                    | Ian Bertram            | Darcy Van Poelgeest                     | Image                 |
| 2021  | Superman's Pal Jimmy Olsen                     | Steve Lieber           | Matt Fraction                           | DC Comics             |
| 2022  | The Good Asian                                 | Alexandre Tefenkgi     | Pornsak Pichetshote                     | Image                 |
| 2023  | The Human Target                               | Greg Smallwood         | Tom King                                | DC                    |
| 2024  | PeePee PooPoo                                  | Caroline Cash          | Caroline Cash                           | Silver Sprocket       |

### Meilleure nouvelle série
Ce prix, nommé « Best New Series » en anglais, est présent depuis la création des prix Eisner, et issu des prix Jack Kirby.
| Année | Titre                                  | Dessin                                        | Scénario                          | Maison d'édition          |
| ----- | -------------------------------------- | --------------------------------------------- | --------------------------------- | ------------------------- |
| 1988  | Concrete                               | Paul Chadwick                                 | Paul Chadwick                     | Dark Horse                |
| 1989  | Les Rois vagabonds                     | Dan Burr                                      | James Vance                       | Kitchen Sink              |
| 1995  | Too Much Coffee Man                    | Shannon Wheeler                               | Shannon Wheeler                   | Adhesive                  |
| 1996  | Kurt Busiek's Astro City               | Brent Anderson                                | Kurt Busiek                       | Jukebox Productions/Image |
| 1997  | Leave It to Chance                     | Paul Smith                                    | James Robinson                    | Image                     |
| 1998  | Château l'attente                      | Linda Medley                                  | Linda Medley                      | Olio                      |
| 1999  | Les Inhumains                          | Jae Lee                                       | Paul Jenkins                      | Marvel                    |
| 2000  | Top Ten                                | Gene Ha et Zander Cannon                      | Alan Moore                        | America's Best Comics     |
| 2001  | Powers                                 | Michael Avon Oeming                           | Brian Michael Bendis              | Image                     |
| 2002  | Queen and Country                      | Steve Rolston                                 | Greg Rucka                        | Oni Press                 |
| 2003  | Fables                                 | Lan Medina, Mark Buckingham et Steve Leialoha | Bill Willingham                   | Vertigo                   |
| 2004  | Plastic Man                            | Kyle Baker                                    | Kyle Baker                        | DC Comics                 |
| 2005  | Ex machina                             | Tony Harris, et Tom Feister                   | Brian K. Vaughan                  | WildStorm                 |
| 2006  | All Star Superman                      | Frank Quitely                                 | Grant Morrison                    | DC Comics                 |
| 2007  | Criminal                               | Sean Phillips                                 | Ed Brubaker                       | Icon Comics               |
| 2008  | Buffy contre les vampires, Saison huit | Georges Jeanty et Andy Owens                  | Joss Whedon et Brian K. Vaughan   | Dark Horse                |
| 2009  | The Invicible Iron Man                 | Salvador Larroca                              | Matt Fraction                     | Marvel                    |
| 2010  | Chew                                   | Rob Guillory                                  | John Layman                       | Image                     |
| 2011  | American Vampire                       | Rafael Albuquerque                            | Scott Snyder d'après Stephen King | Vertigo                   |
| 2013  | Saga                                   | Fiona Staples                                 | Brian K. Vaughan                  | Image                     |
| 2014  | Sex Criminals                          | Chip Zdarsky                                  | Matt Fraction                     | Image                     |
| 2015  | Lumberjanes                            | Brooke A. Allen                               | Grace Ellis                       | BOOM! Box                 |
| 2015  | Lumberjanes                            | Brooke A. Allen                               | Noelle Stevenson                  | BOOM! Box                 |
| 2015  | Lumberjanes                            | Brooke A. Allen                               | Shannon Watters                   | BOOM! Box                 |
| 2016  | Paper Girls                            | Cliff Chiang                                  | Brian K. Vaughan                  | Image                     |
| 2017  | Black Hammer                           | Dean Ormston                                  | Jeff Lemire                       | Dark Horse                |
| 2018  | Black Bolt                             | Christian Ward                                | Saladin Ahmed                     | Marvel                    |
| 2019  | Gideon Falls                           | Andrea Sorrentino                             | Jeff Lemire                       | Image                     |
| 2020  | Invisible Kingdom                      | Christian Ward                                | G. Willow Wilson                  | Dark Horse (Berger Books) |
| 2021  | Black Widow                            | Elena Casagrande                              | Kelly Thompson                    | Marvel                    |
| 2022  | The Nice House on the Lake             | Álvaro Martínez Bueno                         | James Tynion IV                   | DC Black Label            |
| 2023  | Public Domain                          | Chip Zdarsky                                  | Chip Zdarsky                      | Image                     |
| 2024  | Somna: A Bedtime Story                 | Tula Lotay                                    | Becky Cloonan                     | DSTLRY (en)               |

### Meilleure publication pour jeunes lecteurs
Ce prix, nommé « Best Publication for Early Readers (up to age 7) » en anglais, a été créé en 2012 à partir du prix de la meilleure publication pour enfants.
| Année | Titre                                          | Dessinateur       | Scénariste          | Maison d'édition               |
| ----- | ---------------------------------------------- | ----------------- | ------------------- | ------------------------------ |
| 2012  | Dragon Puncher Island                          | James Kochalka    | James Kochalka      | Top Shelf                      |
| 2013  | Babymouse for President                        | Matthew Holm      | Jennifer L. Holm    | Random House                   |
| 2014  | Itty Bitty Hellboy                             | Franco            | Art Baltazar        | Dark Horse                     |
| 2015  | The Zoo Box                                    | Aron Nels Steinke | Ariel Cohn          | First Second                   |
| 2016  | Little Robot                                   | Ben Hatke         | Ben Hatke           | First Second                   |
| 2017  | Narwhal : Unicorn of the Sea                   | Ben Clanton       | Ben Clanton         | Tundra                         |
| 2018  | Good night                                     | Liniers           | Liniers             | Toon Books                     |
| 2019  | Johnny Boo and the Ice Cream Computer          | James Kochalka    | James Kochalka      | Top Shelf / IDW                |
| 2020  | Comics: Easy as ABC                            | Ivan Brunetti     | Ivan Brunetti       | TOON                           |
| 2021  | Our Little Kitchen                             | Jillian Tamaki    | Jillian Tamaki      | Abrams Books for Young Readers |
| 2022  | Chibi Usagi: Attack of the Heebie Chibis       | Stan Sakai        | Julie Sakai         | IDW Publishing                 |
| 2023  | The Pigeon Will Ride the Roller Coaster!       | Mo Willems        | Mo Willems          | Union Square Kids              |
| 2024  | Bigfoot and Nessie: The Art of Getting Noticed | Laura Knetzger    | Chelsea M. Campbell | Penguin Workshop               |

### Meilleure publication pour enfants
Ce prix a porté plusieurs noms depuis sa création en 1996 :
- 1996 : Meilleur titre pour jeunes lecteurs (Best Title for Younger Readers)
- 1997 : Meilleur titre destiné au jeune public (Best Title Aimed at a Younger Audience)
- 1998 : Meilleure publication de bande dessinée jeune public (Best Comics Publication for a Younger Audience)
- 1999-2007 : Meilleur titre jeune public (Best Title for a Younger Audience)
- 2008- : Meilleure publications pour enfants (Best Publication for Kids)

De sa création à 2007, il concernait tous les jeunes lecteurs. À partir de 2008 les titres destinés aux plus de douze ans ont fait l'objet d'un prix particulier, ainsi qu'à partir de 2012 ceux pour les sept ans et moins (huit ans et moins à partir de 2023).
| Année | Titre                                             | Dessinateur                    | Scénariste                  | Maison d'édition                           |
| ----- | ------------------------------------------------- | ------------------------------ | --------------------------- | ------------------------------------------ |
| 1996  | Batman & Robin Adventures                         | Ty Templeton et Rick Burchett  | Paul Dini                   | DC                                         |
| 1997  | Leave It to Chance                                | Paul Smith                     | James Robinson              | Image                                      |
| 1998  | Batman & Robin Adventures                         | Brandon Kruse et Rick Burchett | Ty Templeton                | DC                                         |
| 1999  | Batman: The Gotham Adventures                     | Rick Burchett et Terry Beatty  | Ty Templeton                | DC                                         |
| 2000  | Simpsons Comics                                   | Aucun auteur crédité           | Aucun auteur crédité        | Bongo                                      |
| 2001  | Scary Godmother : La Grippe Boo                   | Jill Thompson                  | Jill Thompson               | Sirius (en)                                |
| 2002  | Herobear and the Kid                              | Mike Kunkel                    | Mike Kunkel                 | Astonish                                   |
| 2003  | Herobear and the Kid                              | Mike Kunkel                    | Mike Kunkel                 | Astonish                                   |
| 2004  | Walt Disney's Uncle Scrooge                       | Aucun auteur crédité           | Aucun auteur crédité        | Gemstone                                   |
| 2005  | Plastic Man                                       | Kyle Baker et Scott Morse      | Kyle Baker et Scott Morse   | DC                                         |
| 2006  | Owly: Flying Lessons                              | Andy Runton                    | Andy Runton                 | Top Shelf                                  |
| 2007  | Gumby                                             | Rick Geary                     | Bob Burden                  | Wildcard Ink                               |
| 2008  | Légendes de la garde : Automne 1152 et Hiver 1152 | David Petersen                 | David Petersen              | Archaia                                    |
| 2009  | Tiny Titans                                       | Franco                         | Art Baltazar                | DC                                         |
| 2010  | Le Magicien d'Oz                                  | Skottie Young                  | Eric Shanower               | Marvel                                     |
| 2011  | Tiny Titans                                       | Franco                         | Art Baltazar                | DC                                         |
| 2012  | Snarked                                           | Roger Langridge                | Roger Langridge             | Kaboom!                                    |
| 2013  | Adventure Time                                    | Shelli Paroline et Braden Lamb | Ryan North                  | Kaboom!                                    |
| 2014  | The Adventures of Superhero Girl                  | Faith Erin Hicks               | Faith Erin Hicks            | Dark Horse                                 |
| 2015  | Super Sourde                                      | Cece Bell                      | Cece Bell                   | Amulet Books                               |
| 2016  | La Forêt de l'Étrange                             | Jim Campbell                   | Pat McHale et Amalia Levari | KaBOOM!                                    |
| 2017  | Fantômes (en)                                     | Raina Telgemeier               | Raina Telgemeier            | Scholastic                                 |
| 2018  | The Tea Dragon Society                            | Katie O'Neill                  | Katie O'Neill               | Oni Press                                  |
| 2019  | The Divided Earth                                 | Faith Erin Hicks               | Faith Erin Hicks            | First Second                               |
| 2020  | Courage (en)                                      | Raina Telgemeier               | Raina Telgemeier            | Scholastic                                 |
| 2021  | Superman écrase le Klan (en)                      | Gurihiru (en)                  | Gene Luen Yang              | DC                                         |
| 2022  | Salt Magix                                        | Rebecca Mock                   | Hope Larson                 | Margaret Ferguson Books/Holiday House (en) |
| 2023  | Frizzy                                            | Rose Bousamra                  | Claribel A. Ortega          | First Second/Macmillan                     |
| 2024  | Mexikid: A Graphic Memoir                         | Pedro Martín                   | Pedro Martín                | Dial Books for Young Readers (en)          |

### Meilleure publication pour adolescents
Créé en 2008 à partir du prix de la meilleure publications pour enfants, ce prix a porté plusieurs noms :
- 2008-2009 : Meilleure publication pour adolescents (Best Publication for Teens)
- 2010 : Meilleure publication pour adolescents/préadolescents (Best Publication for Teens/Tweens)
- 2011 : Meilleure publication pour adolescents (Best Publication for Teens)
- 2012 : Meilleure publication pour jeunes adultes (de 12 à 17 ans) (Best Publication for Young Adults (ages 12-17))
- 2013- : Meilleure publication pour adolescents (Best Publication for Teens)

| Année | Titre                          | Dessinateur                                         | Scénariste                                          | Maison d'édition                |
| ----- | ------------------------------ | --------------------------------------------------- | --------------------------------------------------- | ------------------------------- |
| 2008  | Laika                          | Nick Abadzis                                        | Nick Abadzis                                        | First Second                    |
| 2009  | Coraline                       | P. Craig Russell (d'après le roman de Neil Gaiman)  | P. Craig Russell (d'après le roman de Neil Gaiman)  | HarperCollins Children's Books. |
| 2010  | Bêtes de somme                 | Jill Thompson                                       | Evan Dorkin                                         | Dark Horse                      |
| 2011  | Souriez                        | Raina Telgemeier                                    | Raina Telgemeier                                    | Scholastic                      |
| 2012  | Le Fantôme d'Anya              | Vera Brosgol                                        | Vera Brosgol                                        | First Second                    |
| 2013  | Un raccourci dans le temps     | Hope Larson (d'après le roman de Madeleine L'Engle) | Hope Larson (d'après le roman de Madeleine L'Engle) | Farrar, Straus and Giroux       |
| 2014  | Battling Boy                   | Paul Pope                                           | Paul Pope                                           | First Second                    |
| 2015  | Lumberjanes                    | Brooke A. Allen                                     | Shannon Watters                                     | BOOM! Box                       |
| 2015  | Lumberjanes                    | Brooke A. Allen                                     | Noelle Stevenson                                    | BOOM! Box                       |
| 2015  | Lumberjanes                    | Brooke A. Allen                                     | Grace Ellis                                         | BOOM! Box                       |
| 2016  | SuperMutant Magic Academy      | Jillian Tamaki                                      | Jillian Tamaki                                      | Drawn & Quarterly               |
| 2017  | The Unbeatable Squirrel Girl   | Erica Henderson                                     | Ryan North                                          | Marvel                          |
| 2018  | Monstress                      | Sana Takeda                                         | Marjorie Liu                                        | Image Comics                    |
| 2019  | Le Prince et la Couturière     | Jen Wang                                            | Jen Wang                                            | First Second                    |
| 2020  | Mes ruptures avec Laura Dean   | Rosemary Valero-O'Connell                           | Mariko Tamaki                                       | First Second / Macmillan        |
| 2021  | Dragon Hoops                   | Gene Luen Yang                                      | Gene Luen Yang                                      | First Second / Macmillan        |
| 2022  | The Legend of Auntie Po        | Shing Yin Khor                                      | Shing Yin Khor                                      | Kokila/Penguin Random House     |
| 2023  | Do a Powerbomb!                | Daniel Warren Johnson                               | Daniel Warren Johnson                               | Image Comics                    |
| 2024  | Danger and Other Unknown Risks | Erica Henderson                                     | Ryan North                                          | Penguin Workshop                |

### Meilleure anthologie
Ce prix, nommé « Best Anthology » en anglais, est apparu en 1992. Il récompense un album collectif, une anthologie ou une revue de bande dessinée qui n'est pas un comic book. En règle générale, c'est l'éditeur de la publication qui reçoit le prix ; plus rarement, en l'absence d'éditeur spécifique, il s'agit de ses auteurs.
| Année | Titre                                                                                        | Éditeur ou auteurs du collectif | Maison d'édition                                       |
| ----- | -------------------------------------------------------------------------------------------- | ------------------------------- | ------------------------------------------------------ |
| 1992  | Dark Horse Presents                                                                          | Randy Stradley                  | Dark Horse                                             |
| 1993  | Taboo                                                                                        | Steve Bissette                  | SpiderBaby Graphix et Tundra                           |
| 1994  | Dark Horse Presents                                                                          | Randy Stradley                  | Dark Horse                                             |
| 1995  | The Big Book of (en) Urban Legends                                                           | Andy Helfer                     | Paradox Press                                          |
| 1996  | The Big Book of Conspiracies                                                                 | Bronwyn Taggart                 | Paradox Press                                          |
| 1997  | Batman : D'ombre et de lumière                                                               | Mark Chiarello                  | DC                                                     |
| 1997  | Batman : D'ombre et de lumière                                                               | Scott Peterson                  | DC                                                     |
| 1998  | Hellboy Christmas Special                                                                    | Scott Allie                     | Dark Horse                                             |
| 1999  | Grendel: Black, White et Red                                                                 | Diana Schutz                    | Dark Horse                                             |
| 2000  | Tomorrow Stories                                                                             | Alan Moore                      | America's Best Comics                                  |
| 2000  | Tomorrow Stories                                                                             | Rick Veitch                     | America's Best Comics                                  |
| 2000  | Tomorrow Stories                                                                             | Kevin Nowlan                    | America's Best Comics                                  |
| 2000  | Tomorrow Stories                                                                             | Melinda Gebbie                  | America's Best Comics                                  |
| 2000  | Tomorrow Stories                                                                             | Jim Baikie                      | America's Best Comics                                  |
| 2001  | Drawn and Quarterly, vol. 3                                                                  | Chris Oliveros                  | Drawn and Quarterly                                    |
| 2002  | Bizarro Comics                                                                               | Joey Cavalieri                  | DC                                                     |
| 2003  | SPX 2002                                                                                     | Non spécifié                    | CBLDF                                                  |
| 2004  | Sandman: Nuits éternelles                                                                    | Karen Berger                    | Vertigo                                                |
| 2004  | Sandman: Nuits éternelles                                                                    | Shelly Bond                     | Vertigo                                                |
| 2005  | Michael Chabon Presents The Amazing Adventures of the Escapist                               | Diana Schutz                    | Dark Horse                                             |
| 2005  | Michael Chabon Presents The Amazing Adventures of the Escapist                               | David Land                      | Dark Horse                                             |
| 2006  | Solo                                                                                         | Mark Chiarello                  | DC                                                     |
| 2007  | Fables : 1001 Nuits de neige                                                                 | Bill Willingham                 | Vertigo                                                |
| 2008  | 5 (en)                                                                                       | Gabriel Bá                      | Auto-édité                                             |
| 2008  | 5 (en)                                                                                       | Becky Cloonan                   | Auto-édité                                             |
| 2008  | 5 (en)                                                                                       | Fábio Moon                      | Auto-édité                                             |
| 2008  | 5 (en)                                                                                       | Rafael Grampá                   | Auto-édité                                             |
| 2008  | 5 (en)                                                                                       | Vasilis Lolos                   | Auto-édité                                             |
| 2009  | Comic Book Tattoo (en)                                                                       | Rantz Hoseley                   | Image Comics                                           |
| 2010  | Popgun (en) vol. 3                                                                           | Mark Andrew Smith               | Image Comics                                           |
| 2010  | Popgun (en) vol. 3                                                                           | DJ Kirkbride                    | Image Comics                                           |
| 2010  | Popgun (en) vol. 3                                                                           | Joe Keatinge                    | Image Comics                                           |
| 2011  | Mouse Guard : Legends of the Guard                                                           | Paul Morrissey                  | Archaia                                                |
| 2011  | Mouse Guard : Legends of the Guard                                                           | David Petersen                  | Archaia                                                |
| 2012  | Dark Horse Presents                                                                          | Mike Richardson                 | Dark Horse                                             |
| 2013  | Dark Horse Presents                                                                          | Mike Richardson                 | Dark Horse                                             |
| 2014  | Dark Horse Presents                                                                          | Mike Richardson                 | Dark Horse                                             |
| 2015  | Little Nemo : Dream Another Dream                                                            | Josh O'Neill                    | Locust Moon                                            |
| 2015  | Little Nemo : Dream Another Dream                                                            | Andrew Carl                     | Locust Moon                                            |
| 2015  | Little Nemo : Dream Another Dream                                                            | Chris Stevens                   | Locust Moon                                            |
| 2016  | Drawn & Quarterly, Twenty-Five Years of Contemporary, Cartooning, Comics, and Graphic Novels | Tom Devlin                      | Drawn and Quarterly                                    |
| 2017  | Love is Love                                                                                 | Sarah Gaydos                    | IDW et DC                                              |
| 2017  | Love is Love                                                                                 | Jamie S. Rich                   | IDW et DC                                              |
| 2018  | Elements: Fire: A Comic Anthology By Creators of Color!                                      | Taneka Stotts                   | Beyond Press                                           |
| 2019  | Puerto Rico Strong                                                                           | Marco Lopez                     | Lion Forge (en)                                        |
| 2019  | Puerto Rico Strong                                                                           | Desiree Rodriguez               | Lion Forge (en)                                        |
| 2019  | Puerto Rico Strong                                                                           | Hazel Newlevant                 | Lion Forge (en)                                        |
| 2019  | Puerto Rico Strong                                                                           | Derek Ruiz                      | Lion Forge (en)                                        |
| 2019  | Puerto Rico Strong                                                                           | Neil Schwartz                   | Lion Forge (en)                                        |
| 2020  | Drawing Power: Women’s Stories of Sexual Violence, Harassment, and Survival                  | Diane Noomin                    | Abrams                                                 |
| 2021  | Menopause: A Comic Treatment                                                                 | MK Czerwiec                     | Graphic Medicine / Pennsylvania State University Press |
| 2022  | You Died: An Anthology of the Afterlife                                                      | Kel McDonald                    | Iron Circus                                            |
| 2022  | You Died: An Anthology of the Afterlife                                                      | Andrea Purcell                  | Iron Circus                                            |
| 2023  | The Nib Magazine                                                                             | Matt Bors                       | Nib                                                    |
| 2024  | Comics for Ukraine                                                                           | Scott Dunbier                   | Zoop                                                   |

### Meilleure bande dessinée en ligne
Ce prix, nommé « Best Digital Comic » en anglais, est apparu en 2005. En 2017, le prix est divisé en deux : « Best Digital Comic » (D), pour les bandes dessinées en ligne au format comic book traditionnel et pouvant être téléchargées en pdf, et « Best Webcomic » (W), pour les bandes dessinées en ligne d'autres formats.
| Année    | Nom                                | Dessin             | Scénario                                                  | Adresse                        |
| -------- | ---------------------------------- | ------------------ | --------------------------------------------------------- | ------------------------------ |
| 2005     | Le Cancer de maman                 | Brian Fies         | Brian Fies                                                | momscancer.com                 |
| 2006     | PvP                                | Scott Kurtz        | Scott Kurtz                                               | pvponline.com                  |
| 2007     | Sam and Max                        | Steve Purcell      | Steve Purcell                                             | telltalegames.com              |
| 2008     | Sugarshock!                        | Fabio Moon         | Joss Whedon                                               | Plus en ligne                  |
| 2009     | Finder                             | Carla Speed McNeil | Carla Speed McNeil                                        | lightspeedpress.com            |
| 2010     | Sin Titulo                         | Cameron Stewart    | Cameron Stewart                                           | sintitulocomic.com             |
| 2011     | The Abominable Charles Christopher | Karl Kerschl       | Karl Kerschl                                              | abominable.cc                  |
| 2012     | Battlepug                          | Mike Norton        | Mike Norton                                               | battlepug.com                  |
| 2013     | Bandette                           | Colleen Coover     | Paul Tobin                                                | monkeybraincomics.com          |
| 2014     | The Oatmeal                        | Matthew Inman      | Matthew Inman                                             | theoatmeal.com                 |
| 2015     | The Private Eye                    | Marcos Martín      | Brian K. Vaughan                                          | panelsyndicate.com             |
| 2016     | Bandette                           | Colleen Coover     | Paul Tobin                                                | monkeybraincomics.com          |
| 2017 (D) | Bandette                           | Colleen Coover     | Paul Tobin                                                | monkeybraincomics.com          |
| 2017 (W) | Bird Boy                           | Anne Szabla        | Anne Szabla                                               | bird-boy.com                   |
| 2018 (D) | Harvey Kurtzman's Marley's Ghost   | Gideon Kendall     | Shannon Wheeler et Josh O'Neill (d'après Harvey Kurtzman) | comiXology                     |
| 2018 (W) | The Tea Dragon Society             | Katie O'Neill      | Katie O'Neill                                             | teadragonsociety.com/          |
| 2019 (D) | Umami                              | Ken Niimura        | Ken Niimura                                               | Umami                          |
| 2019 (W) | The Contradictions                 | Sophie Yanow       | Sophie Yanow                                              | thecontradictions.com          |
| 2020 (D) | Afterligt                          | Jason Loo          | Chip Zdarsky                                              | comiXology Originals           |
| 2020 (W) | Fried Rice                         | Erica Eng          | Erica Eng                                                 | friedricecomic.tumblr.com      |
| 2021 (D) | Friday                             | Marcos Martín      | Ed Brubaker                                               | Panel Syndicate                |
| 2021 (W) | Crisis Zone                        | Simon Hanselmann   | Simon Hanselmann                                          | Compte Instagram de Hanselmann |
| 2022 (D) | Snow Angels                        | Jock               | Jeff Lemire                                               | ComiXology Originals           |
| 2022 (W) | Lore Olympus                       | Rachel Smythe      | Rachel Smythe                                             | Webtoon                        |
| 2023 (D) | Barnstormers                       | Tula Lotay         | Scott Snyder                                              | Comixoloy Originals            |
| 2023 (W) | Lore Olympus                       | Rachel Smythe      | Rachel Smythe                                             | Webtoon                        |
| 2024 (D) | Friday vol. 7-8                    | Marcos Martín      | Ed Brubaker                                               | Panel Syndicate                |
| 2024 (W) | Lore Olympus                       | Rachel Smythe      | Rachel Smythe                                             | Webtoon                        |

### Meilleur travail inspiré de la réalité
Ce prix, nommé « Best Reality-Based Work » en anglais, est apparu en 2006. Jusqu'en 2020, il récompense une bande dessinée autobiographique, une bande dessinée de reportage ou une biographie en bande dessinée. À partir de 2021, les bandes dessinées autobiographiques bénéficient d'un prix à part, celui du « meilleur mémoire graphique ».
| Année | Titre                                                                 | Dessinateur                      | Scénariste        | Maison d'édition                              |
| ----- | --------------------------------------------------------------------- | -------------------------------- | ----------------- | --------------------------------------------- |
| 2006  | Nat Turner                                                            | Kyle Baker                       | Kyle Baker        | Auto-édité                                    |
| 2007  | Fun Home                                                              | Alison Bechdel                   | Alison Bechdel    | Houghton Mifflin                              |
| 2008  | Black Star. La Véritable Histoire de Satchel Paige                    | Rich Tommaso                     | James Sturm       | Center for Cartoon Studies (en)               |
| 2009  | What It Is                                                            | Lynda Barry                      | Lynda Barry       | Drawn & Quarterly                             |
| 2010  | Une vie dans les marges                                               | Yoshihiro Tatsumi                | Yoshihiro Tatsumi | Drawn & Quarterly                             |
| 2011  | C'était la guerre des tranchées                                       | Jacques Tardi                    | Jacques Tardi     | Fantagraphics                                 |
| 2012  | Le Tueur de la Green River                                            | Jonathan Case                    | Jeff Jensen       | Dark Horse Books                              |
| 2013  | Annie Sullivan & Helen Keller                                         | Joseph Lambert                   | Joseph Lambert    | Center for Cartoon Studies et Disney Hyperion |
| 2013  | The Carter Family: Don’t Forget This Song                             | David Lasky                      | Frank M. Young    | Abrams ComicArts                              |
| 2014  | Le Cinquième Beatles. L'Histoire de Brian Epstein                     | Andrew C. Robinson et Kyle Baker | Vivek J. Tiwary   | M Press                                       |
| 2015  | Hip Hop Family Tree vol. 2                                            | Ed Piskor                        | Ed Piskor         | Fantagraphics                                 |
| 2016  | Wake Up America t. 2                                                  | Nate Powell                      | Andrew Aydin (en) | Top Shelf / IDW Publishing                    |
| 2016  | Wake Up America t. 2                                                  | Nate Powell                      | John Lewis        | Top Shelf / IDW Publishing                    |
| 2017  | Wake Up America t. 3                                                  | Nate Powell                      | Andrew Aydin      | Top Shelf / IDW Publishing                    |
| 2017  | Wake Up America t. 3                                                  | Nate Powell                      | John Lewis        | Top Shelf / IDW Publishing                    |
| 2018  | Spinning (en)                                                         | Tillie Walden                    | Tillie Walden     | First Second                                  |
| 2019  | Is This Guy For Real? The Unbelievable Andy Kaufman                   | Box Brown                        | Box Brown         | First Second                                  |
| 2020  | They Called Us Enemy                                                  | Harmony Becker                   | George Takei      | Top Shelf                                     |
| 2020  | They Called Us Enemy                                                  | Harmony Becker                   | Justin Eisinger   | Top Shelf                                     |
| 2021  | Kent State : Quatre Morts dans l'Ohio                                 | Derf Backderf                    | Derf Backderf     | Abrams Books                                  |
| 2022  | The Black Panther Party: A Graphic History                            | Marcus Kwame Anderson            | David F. Walker   | Ten Speed Press (en)                          |
| 2023  | Tombée d'une autre planète                                            | Hannah Templer                   | Grace Ellis       | Abrams ComicArts                              |
| 2024  | Three Rocks: The Story of Ernie Bushmiller: The Man Who Created Nancy | Bill Griffith                    | Bill Griffith     | Abrams ComicArts                              |

### Meilleur album
Présent depuis la création des prix Eisner, et issu des prix Jack Kirby, ce prix a porté différents noms depuis 1988 :
- 1988-1989 : Best album
- 1991- : Best Graphic Album: New

Depuis 1991, il récompense une bande dessinée parue directement sous forme de livre, sans publication antérieure en comic book, ce qui est souvent appelé aux États-Unis « roman graphique ».
| Année | Titre                                        | Dessinateur                                     | Scénariste                          | Maison d'édition                  |
| ----- | -------------------------------------------- | ----------------------------------------------- | ----------------------------------- | --------------------------------- |
| 1988  | Watchmen                                     | Dave Gibbons                                    | Alan Moore                          | DC Comics                         |
| 1989  | Batman: The Killing Joke                     | Brian Bolland                                   | Alan Moore                          | DC Comics                         |
| 1991  | Elektra ressuscitée                          | Frank Miller (dessin) et Lynn Varley (couleurs) | Frank Miller                        | Marvel                            |
| 1992  | Voyage au cœur de la tempête                 | Will Eisner                                     | Will Eisner                         | Kitchen Sink                      |
| 1993  | Signal / Bruit                               | Dave McKean                                     | Neil Gaiman                         | VG Graphics (distrib. Dark Horse) |
| 1994  | Petits Meurtres                              | Oscar Zarate                                    | Alan Moore                          | VG Graphics (distrib. Dark Horse) |
| 1995  | Fairy Tales of Oscar Wilde t. 2              | P. Craig Russell                                | P. Craig Russell                    | NBM                               |
| 1996  | Un monde de différence                       | Howard Cruse                                    | Howard Cruse                        | Paradox Press                     |
| 1997  | Fax de Sarajevo                              | Joe Kubert                                      | Joe Kubert                          | Dark Horse                        |
| 1998  | Batman & Superman Adventures: World's Finest | Joe Staton et Terry Beatty                      | Paul Dini                           | DC                                |
| 1999  | Superman : Paix sur terre                    | Alex Ross                                       | Paul Dini                           | DC                                |
| 2000  | Acme Novelty Library no 13                   | Chris Ware                                      | Chris Ware                          | Fantagraphics                     |
| 2001  | Gorazde                                      | Joe Sacco                                       | Joe Sacco                           | Fantagraphics                     |
| 2002  | La Valse des alliances                       | Will Eisner                                     | Will Eisner                         | DC                                |
| 2003  | Mes ! cent ! démons !                        | Lynda Barry                                     | Lynda Barry                         | Sasquatch Books                   |
| 2004  | Blankets, manteau de neige                   | Craig Thompson                                  | Craig Thompson                      | Top Shelf                         |
| 2005  | Originals                                    | Dave Gibbons                                    | Dave Gibbons                        | Vertigo                           |
| 2006  | Top Ten : The Forty-Niners                   | Gene Ha                                         | Alan Moore                          | America's Best Comics             |
| 2007  | American Born Chinese                        | Gene Luen Yang                                  | Gene Luen Yang                      | First Second                      |
| 2008  | Exit Wounds                                  | Rutu Modan                                      | Rutu Modan                          | Drawn & Quaterly                  |
| 2009  | Swallow Me Whole                             | Nate Powell                                     | Nate Powell                         | Top Shelf                         |
| 2010  | Asterios Polyp                               | David Mazzucchelli                              | David Mazzucchelli                  | Pantheon                          |
| 2011  | Wilson                                       | Daniel Clowes                                   | Daniel Clowes                       | Drawn & Quarterly                 |
| 2011  | Return of the Dapper Men                     | Janet Lee                                       | Jim McCann                          | Archaia                           |
| 2012  | Jim Henson's Tale of Sand                    | Ramón K. Pérez (d'après Jim Henson)             | Ramón K. Pérez (d'après Jim Henson) | Archaia                           |
| 2013  | Building Stories                             | Chris Ware                                      | Chris Ware                          | Pantheon                          |
| 2014  | La Propriété                                 | Rutu Modan                                      | Rutu Modan                          | Drawn & Quarterly                 |
| 2015  | Cet été-là                                   | Jillian Tamaki                                  | Mariko Tamaki                       | First Second                      |
| 2016  | Ruines                                       | Peter Kuper                                     | Peter Kuper                         | SelfMadeHero (en)                 |
| 2017  | Wonder Woman : The True Amazon               | Jill Thompson                                   | Jill Thompson                       | DC Comics                         |
| 2018  | Moi, ce que j'aime, c'est les monstres       | Emil Ferris                                     | Emil Ferris                         | Fantagraphics                     |
| 2019  | My Heroes Have Always Been Junkies           | Sean Phillips                                   | Ed Brubaker                         | Image                             |
| 2020  | Sur la route de West (Are You Listening?)    | Tillie Walden                                   | Tillie Walden                       | First Second                      |
| 2021  | Pulp                                         | Sean Phillips                                   | Ed Brubaker                         | Image                             |
| 2022  | Monstres (Monsters)                          | Barry Windsor-Smith                             | Barry Windsor-Smith                 | Fantagraphics                     |
| 2023  | The Night Eaters, t. 1 : She Eats the Night  | Modèle:JAP-do Sana Takeda                       | Marjorie Liu                        | Abrams ComicArts                  |
| 2024  | Roaming                                      | Jillian Tamaki                                  | Mariko Tamaki                       | Drawn & Quarterly                 |

### Meilleur recueil
Ce prix, nommé « Best Graphic Album: Reprint » en anglais, est apparu en 1991 pour distinguer les albums inédits (prix précédent) des albums recueillant des histoires publiées auparavant en comic books.
| Année | Titre                                               | Dessinateur                         | Scénariste                         | Maison d'édition          |
| ----- | --------------------------------------------------- | ----------------------------------- | ---------------------------------- | ------------------------- |
| 1991  | Sandman : La Maison de poupée                       | Divers                              | Neil Gaiman                        | DC                        |
| 1992  | Maus t. 2 : Et c'est là que mes ennuis ont commencé | Art Spiegelman                      | Art Spiegelman                     | Pantheon                  |
| 1993  | Sin City                                            | Frank Miller                        | Frank Miller                       | Dark Horse                |
| 1994  | Cerebus : Flight                                    | Dave Sim                            | Dave Sim                           | Aardvark-Vanaheim         |
| 1994  | Cerebus : Flight                                    | Gerhard                             | Dave Sim                           | Aardvark-Vanaheim         |
| 1995  | Hellboy : Les Germes de la destruction              | Mike Mignola                        | Mike Mignola                       | Dark Horse                |
| 1996  | L'Histoire d'un vilain rat                          | Bryan Talbot                        | Bryan Talbot                       | Dark Horse                |
| 1997  | Stray Bullets: Innocence of Nihilism                | David Lapham                        | David Lapham                       | El Capitan Books (en)     |
| 1998  | Sin City Cet enfant de salaud                       | Frank Miller                        | Frank Miller                       | Dark Horse                |
| 1999  | Batman : Un long Halloween                          | Tim Sale                            | Jeph Loeb                          | DC                        |
| 2000  | From Hell                                           | Eddie Campbell                      | Alan Moore                         | Eddie Campbell Comics     |
| 2001  | Jimmy Corrigan                                      | Chris Ware                          | Chris Ware                         | Pantheon                  |
| 2002  | Batman : Amère Victoire                             | Tim Sale                            | Jeph Loeb                          | DC                        |
| 2003  | Batman : D'ombre et de lumière vol. 2               | Mark Chiarello (dir. éditorial)     | Mark Chiarello (dir. éditorial)    | DC                        |
| 2003  | Batman : D'ombre et de lumière vol. 2               | Nick J. Napolitano (dir. éditorial) |                                    | DC                        |
| 2004  | Batman Adventures : Dangerous Dames et Demons       | Bruce Timm et al.                   | Paul Dini                          | DC                        |
| 2005  | Bone One Volume Edition                             | Jeff Smith                          | Jeff Smith                         | Cartoon Books             |
| 2006  | Black Hole                                          | Charles Burns                       | Charles Burns                      | Pantheon                  |
| 2007  | La Nouvelle Frontière                               | Darwyn Cooke                        | Darwyn Cooke                       | DC                        |
| 2008  | Légendes de la garde : Automne 1152                 | David Petersen                      | David Petersen                     | Archaia                   |
| 2009  | Hellboy Library Edition vol. 1 et 2                 | Mike Mignola                        | Mike Mignola                       | Dark Horse                |
| 2010  | Absolute Justice                                    | Alex Ross et Doug Braithwaite       | Jim Krueger                        | DC                        |
| 2011  | Wednesday Comics                                    | Mark Chiarello (dir. éditorial)     | Mark Chiarello (dir. éditorial)    | DC                        |
| 2012  | Richard Stark's Parker : The Martini Edition        | Darwyn Cooke                        | Darwyn Cooke                       | IDW                       |
| 2013  | King City                                           | Brandon Graham                      | Brandon Graham                     | TokyoPop/Image            |
| 2014  | Rasl                                                | Jeff Smith                          | Jeff Smith                         | Cartoon Books             |
| 2015  | Dans les bois                                       | Emily Carroll                       | Emily Carroll                      | McElderry Books           |
| 2016  | Nimona                                              | Noelle Stevenson                    | Noelle Stevenson                   | Harper Teen               |
| 2017  | Demon                                               | Jason Shiga                         | Jason Shiga                        | First Second Books        |
| 2018  | Boundless                                           | Jillian Tamaki                      | Jillian Tamaki                     | Drawn & Quarterly         |
| 2019  | The Vision                                          | Gabriel Hernández Walta             | Tom King                           | Marvel                    |
| 2019  | The Vision                                          | Michael Walsh                       | Tom King                           | Marvel                    |
| 2020  | LaGuardia                                           | Tana Ford                           | Nnedi Okorafor                     | Berger Books (Dark Horse) |
| 2021  | Seeds and Stems                                     | Simon Hanselmann                    | Simon Hanselmann                   | Fantagraphics             |
| 2022  | The Complete American Gods                          | P. Craig Russell                    | Neil Gaiman                        | Dark Horse                |
| 2022  | The Complete American Gods                          | Scott Hampton                       | Neil Gaiman                        | Dark Horse                |
| 2023  | Parker : The Martini Edition : Last Call            | Darwyn Cooke                        | Darwyn Cooke d'après Richard Stark | IDW                       |
| 2023  | Parker : The Martini Edition : Last Call            | Sean Phillips                       | Ed Brubaker                        | IDW                       |
| 2024  | Hip Hop Family Tree: The Omnibus                    | Ed Piskor                           | Ed Piskor                          | Fantagraphics             |
| 2024  | Wonder Woman Historia: The Amazons                  | Phil Jimenez                        | Kelly Sue DeConnick                | DC                        |
| 2024  | Wonder Woman Historia: The Amazons                  | Gene Ha                             | Kelly Sue DeConnick                | DC                        |
| 2024  | Wonder Woman Historia: The Amazons                  | Nicola Scott                        | Kelly Sue DeConnick                | DC                        |

### Meilleur recueil ou projet patrimonial
Ce prix apparu en 1993 récompense la réédition de bandes dessinées plus ou moins anciennes. La qualité de la reproduction et de l'appareil critique sont pris en compte. Depuis 2006, comic strips et comic books font l'objet d'une récompense séparée, signalée « (S) » et « (B) » dans le tableau.
- 1993-1999 : Best Archival Collection
- 2000-2005 : Best Archival Collection/Project
- 2006-2013 : Best Archival Collection/Project—Comic strips et Best Archival Collection/Project—Comic books
- 2014 : Best Archival Collection/Project—Strips et Best Archival Collection/Project—Comic books
- 2015 : Best Archival Collection/Project—Strips (at least 20 years old) et Best Archival Collection/Project—Comic books (at least 20 years old)

| Année    | Titre du recueil ou projet                                                   | Auteur(s) réédité(s)                               | Éditeur                                         | Maison d'édition               |
| -------- | ---------------------------------------------------------------------------- | -------------------------------------------------- | ----------------------------------------------- | ------------------------------ |
| 1993     | Carl Barks Library (en)                                                      | Carl Barks                                         |                                                 | Gladstone                      |
| 1994     | The Complete Little Nemo in Slumberland                                      | Winsor McCay                                       |                                                 | Fantagraphics                  |
| 1995     | The Christmas Spirit                                                         | Will Eisner                                        |                                                 | Kitchen Sink                   |
| 1996     | The Complete Crumb Comics vol. 11                                            | Robert Crumb                                       |                                                 | Fantagraphics                  |
| 1997     | Tarzan : The Land That Time Forgot et The Pool of Time                       | Russ Manning                                       |                                                 | Dark Horse                     |
| 1998     | Jack Kirby's New Gods                                                        | Jack Kirby                                         |                                                 | DC                             |
| 1999     | Plastic Man Archives vol. 1                                                  | Jack Cole                                          |                                                 | DC                             |
| 2000     | Peanuts : A Golden Celebration                                               | Charles Schulz                                     |                                                 | HarperCollins                  |
| 2001     | The Spirit Archives v. 1 et 2                                                | Will Eisner                                        |                                                 | DC                             |
| 2002     | Akira                                                                        | Katsuhiro Otomo                                    |                                                 | Dark Horse                     |
| 2003     | Krazy & Ignatz                                                               | George Herriman                                    | Bill Blackbeard                                 | Fantagraphics                  |
| 2004     | Krazy et Ignatz : 1929-1930                                                  | George Herriman                                    | Bill Blackbeard                                 | Fantagraphics                  |
| 2005     | The Complete Peanuts (en)                                                    | Charles Schulz                                     | Gary Groth                                      | Fantagraphics                  |
| 2006 (S) | The Complete Calvin and Hobbes (en)                                          | Bill Watterson                                     |                                                 | Andrews McMeel                 |
| 2006 (B) | Absolute Watchmen                                                            | Alan Moore et Dave Gibbons                         |                                                 | DC                             |
| 2007 (S) | The Complete Peanuts : 1959-1960 et 1961-1962                                | Charles Schulz                                     | Gary Groth                                      | Fantagraphics                  |
| 2007 (B) | Absolute Sandman v. 1                                                        | Neil Gaiman et al.                                 |                                                 | Vertigo                        |
| 2008 (S) | The Complete Terry and the Pirates v. 1                                      | Milton Caniff                                      |                                                 | IDW                            |
| 2008 (B) | I Shall Destroy All the Civilized Planets!                                   | Fletcher Hanks                                     |                                                 | Fantagraphics                  |
| 2009 (S) | Little Nemo in Slumberland, Many More Splendid Sundays                       | Winsor McCay                                       | Philippe Ghielmetti                             | Sunday Press                   |
| 2009 (B) | Creepy Archives                                                              | Divers                                             |                                                 | Dark Horse                     |
| 2010 (S) | Bloom County: The Complete Library v. 1                                      | Berkeley Breathed                                  | Scott Dunbier                                   | IDW                            |
| 2010 (B) | The Rocketeer: The Complete Adventures Deluxe Edition                        | Dave Stevens                                       | Scott Dunbier                                   | IDW                            |
| 2011 (S) | Archie: Complete Daily Newspaper Comics                                      | Bob Montana                                        | Greg Goldstein                                  | IDW                            |
| 2011 (B) | Dave Stevens' The Rocketeer: Artist's Edition                                | Dave Stevens                                       |                                                 | IDW                            |
| 2012 (S) | Walt Disney's Mickey Mouse v. 1-2                                            | Floyd Gottfredson                                  | David Gerstein et Gary Groth                    | Fantagraphics                  |
| 2012 (B) | The Mighty Thor: Artist's Edition                                            | Walt Simonson                                      |                                                 | IDW                            |
| 2013 (S) | Pogo t. 2 : Bona Fide Balderdash                                             | Walt Kelly                                         | Carolyn Kelly et Kim Thompson                   | Fantagraphics                  |
| 2013 (B) | David Mazzucchelli’s Daredevil Born Again: Artist’s Edition                  | David Mazzucchelli                                 | Scott Dunbier                                   | IDW                            |
| 2014 (S) | Tarzan: The Complete Russ Manning Newspaper Strips v. 1                      | Russ Manning                                       | Dean Mullaney                                   | IDW                            |
| 2014 (B) | The Spirit. Artist's Edition                                                 | Will Eisner                                        | Scott Dunbier                                   | IDW                            |
| 2015 (S) | Winsor McCay's Complete Little Nemo                                          | Winsor McCay                                       | Alexander Braun                                 | Taschen                        |
| 2015 (B) | Steranko Nick Fury Agent of S.H.I.E.L.D. Artist's Edition                    | Jim Steranko                                       | Scott Dunbier                                   | IDW Publishing                 |
| 2016 (S) | L'Éternaute                                                                  | Héctor Germán Oesterheld et Francisco Solano López | Gary Groth et Kristy Valenti                    | Fantagraphics                  |
| 2016 (B) | Walt Kelly’s Fairy Tales                                                     | Walt Kelly                                         | Craig Yoe                                       | IDW Publishing                 |
| 2017 (S) | Chester Gould's Dick Tracy, colorful cases of the 1930s                      | Chester Gould                                      | Peter Maresca                                   | Sunday Press                   |
| 2017 (B) | The Complete Wimmen's Comix                                                  | Collectif                                          | Trina Robbins, Gary Groth et J. Michael Catron  | Fantagraphics                  |
| 2018 (S) | Celebrating Snoopy                                                           | Charles M. Schulz                                  | Alexis E. Fajardo and Dorothy O’Brien           | Andrews McMeel                 |
| 2018 (B) | Akira 35th Anniversary Edition                                               | Katsuhiro Ōtomo                                    | Haruko Hashimoto, Ajani Oloye et Lauren Scanlan | Kōdansha                       |
| 2019 (S) | Star Wars: Classic Newspaper Strips                                          | Al Williamson et Archie Goodwin                    | Dean Mullaney                                   | The Library of American Comics |
| 2019 (B) | Bill Sienkiewicz’s Mutants and Moon Knights… And Assassins… Artifact Edition | Bill Sienkiewicz                                   | Scott Dunbier                                   | IDW Publishing                 |
| 2020 (S) | Krazy Kat: The Complete Color Sundays                                        | George Herriman                                    | Alexander Braun                                 | Taschen                        |
| 2020 (B) | Stan Sakai’s Usagi Yojimbo: The Complete Grasscutter Artist Select           | Stan Sakai                                         | Scott Dunbier                                   | IDW Publishing                 |
| 2021 (S) | The Flapper Queens: Women Cartoonists of the Jazz Age                        | Collectif                                          | Trina Robbins                                   | Fantagraphics                  |
| 2021 (B) | The Complete Hate                                                            | Peter Bagge                                        | Eric Reynolds (en)                              | Fantagraphics                  |
| 2022 (S) | Popeye: The E.C. Segar Sundays                                               | E.C. Segar                                         | Gary et Conrad Groth                            | Fantagraphics                  |
| 2022 (B) | EC Covers Artist’s Edition                                                   | Collectif                                          | Scott Dunbier                                   | IDW Publishing                 |
| 2023 (S) | Come Over Come Over, It’s So Magic, and My Perfect Life                      | Lynda Barry                                        | Peggy Burns                                     | Drawn & Quarterly              |
| 2023 (B) | The Fantastic Worlds of Frank Frazetta                                       | Frank Frazetta                                     | Dian Hanson                                     | Taschen                        |
| 2024 (S) | Dauntless Dames: High-Heeled Heroes of the Comic Strips                      | Divers                                             | Peter Maresca                                   | Fantagraphics                  |
| 2024 (S) | Dauntless Dames: High-Heeled Heroes of the Comic Strips                      | Divers                                             | Trina Robbins                                   | Fantagraphics                  |
| 2024 (B) | All-Negro Comics 75th Anniversary                                            | Divers                                             | Chris Robinson                                  | Very GOOD Books                |

### Meilleure publication humoristique
Ce prix, nommé « Best Humor Publication » en anglais, est apparu en 1992 pour récompenser une bande dessinée humoristique. Il n'a pas été décerné en 2006.
| Année | Titre                                                                 | Dessinateur                                                                          | Scénariste                                                   | Maison d'édition     |
| ----- | --------------------------------------------------------------------- | ------------------------------------------------------------------------------------ | ------------------------------------------------------------ | -------------------- |
| 1992  | Groo the Wanderer                                                     | Sergio Aragonés                                                                      | Mark Evanier                                                 | Epic Comics          |
| 1993  | Bone                                                                  | Jeff Smith                                                                           | Jeff Smith                                                   | Cartoon Books        |
| 1994  | Bone                                                                  | Jeff Smith                                                                           | Jeff Smith                                                   | Cartoon Books        |
| 1995  | Bone                                                                  | Jeff Smith                                                                           | Jeff Smith                                                   | Cartoon Books        |
| 1996  | Milk & Cheese no 666                                                  | Evan Dorkin                                                                          | Evan Dorkin                                                  | Slave Labor Graphics |
| 1997  | Sergio Aragonés Destroys DC                                           | Sergio Aragonés                                                                      | Mark Evanier                                                 | DC Comics            |
| 1997  | Sergio Aragonés Massacres Marvel                                      | Sergio Aragonés                                                                      | Mark Evanier                                                 | Marvel               |
| 1998  | Gon Swimmin'                                                          | Masashi Tanaka                                                                       | Masashi Tanaka                                               | Paradox Press        |
| 1999  | Sergio Aragonés' Groo                                                 | Sergio Aragonés                                                                      | Mark Evanier                                                 | Dark Horse           |
| 2000  | Bart Simpson's Treehouse of Horror                                    | Sergio Aragonés, Doug TenNapel (ED), Oscar González Loyo (D) et Steve Steere Jr. (E) | Jill Thompson, Sergio Aragonés, Doug TenNapel et Scott Shaw! | Bongo Comics         |
| 2001  | Sock Monkey v. 3                                                      | Tony Millionaire                                                                     | Tony Millionaire                                             | Maverick             |
| 2002  | Radioactive Man                                                       | Batton Lash, Abel Laxamana, Dan DeCarlo, Mike DeCarlo (D) et Bob Smith (E)           | Batton Lash                                                  | Bongo Comics         |
| 2003  | The Amazing Screw-On Head                                             | Mike Mignola                                                                         | Mike Mignola                                                 | Dark Horse           |
| 2004  | Formerly Known as the Justice League                                  | Kevin Maguire (D) et Joe Rubinstein (E)                                              | Keith Giffen et J.M. DeMatteis                               | DC Comics            |
| 2005  | The Goon                                                              | Eric Powell                                                                          | Eric Powell                                                  | Dark Horse           |
| 2007  | Flaming Carrot Comics                                                 | Bob Burden                                                                           | Bob Burden                                                   | Desperado et Image   |
| 2008  | Perry Bible Fellowship: The Trial of Colonel Sweeto and Other Stories | Nicholas Gurewitch                                                                   | Nicholas Gurewitch                                           | Dark Horse           |
| 2009  | Herbie Archives                                                       | Ogden Whitney                                                                        | Shane O'Shea                                                 | Dark Horse           |
| 2010  | Scott Pilgrim v. 5 : Scott Pilgrim vs. The Universe                   | Bryan Lee O'Malley                                                                   | Bryan Lee O'Malley                                           | Oni Press            |
| 2011  | I Thought You Would Be Funnier                                        | Shannon Wheeler                                                                      | Shannon Wheeler                                              | BOOM! Studios        |
| 2012  | Milk & Cheese: Dairy Products Gone Bad                                | Evan Dorkin                                                                          | Evan Dorkin                                                  | Dark Horse           |
| 2013  | Darth Vader and Son                                                   | Jeffrey Brown                                                                        | Jeffrey Brown                                                | Fantagraphics        |
| 2014  | Vader's Little Princess                                               | Jeffrey Brown                                                                        | Jeffrey Brown                                                | Chronicle            |
| 2015  | The Complete Cul de Sac                                               | Richard Thompson                                                                     | Richard Thompson                                             | Andrews McMeel       |
| 2016  | Step Aside, Pops: A Hark! A Vagrant Collection                        | Kate Beaton                                                                          | Kate Beaton                                                  | Drawn & Quarterly    |
| 2017  | Jughead                                                               | Erica Henderson Derek Charm                                                          | Chip Zdarsky Ryan North                                      | Archie Comics        |
| 2018  | En cuisine avec Kafka                                                 | Tom Gauld                                                                            | Tom Gauld                                                    | Drawn & Quarterly    |
| 2019  | Giant Days                                                            | Max Sarin                                                                            | John Allison                                                 | Boom! Box            |
| 2019  | Giant Days                                                            | Julia Madrigal                                                                       | John Allison                                                 | Boom! Box            |
| 2020  | La Voie du tablier (The Way of the Househusband)                      | Kousuke Oono                                                                         | Kousuke Oono                                                 | VIZ Media            |
| 2021  | Superman's Pal Jimmy Olsen                                            | Steve Lieber                                                                         | Matt Fraction                                                | DC Comics            |
| 2022  | Not All Robots                                                        | Mike Deodato Jr.                                                                     | Mark Russell                                                 | AWA Upshot           |
| 2023  | La Revanche des bibliothécaires                                       | Tom Gauld                                                                            | Tom Gauld                                                    | Drawn & Quarterly    |
| 2024  | It's Jeff: The Jeff-Verse #1                                          | Gurihiru                                                                             | Kelly Thompson                                               | Marvel               |

### Meilleure édition américaine d'une œuvre internationale
Ce prix, présent depuis 1998, récompense la traduction américaine d'une bande dessinée. Il a porté deux noms :
- 1998-2006 : Best U.S. Edition of Foreign Material
- 2007- : Best U.S. Edition of International Material

À partir de 2007, les œuvres japonaises bénéficient d'un prix à part, étendu à l'Asie entière en 2010 :
- 2007-2009 : Best U.S. Edition of International Material—Japan
- 2010- : Best U.S. Edition of International Material—Asia

| Année    | Titre                                                       | Dessinateur           | Scénariste                         | Langue d'origine       | Maison d'édition      |
| -------- | ----------------------------------------------------------- | --------------------- | ---------------------------------- | ---------------------- | --------------------- |
| 1998     | Gon                                                         | Masahi Tanaka         | Masahi Tanaka                      | Japonais               | Paradox Press         |
| 1999     | Star Wars : Un nouvel espoir version manga                  | Hisao Tamaki          | Hisao Tamaki                       | Japonais               | Dark Horse            |
| 2000     | L'Habitant de l'infini                                      | Hiroaki Samura        | Hiroaki Samura                     | Japonais               | Dark Horse            |
| 2001     | Lone Wolf and Cub                                           | Goseki Kojima         | Kazuo Koike                        | Japonais               | Dark Horse            |
| 2002     | Akira                                                       | Katsuhiro Otomo       | Katsuhiro Otomo                    | Japonais               | Dark Horse            |
| 2003     | Docteur Jekyll & Mister Hyde                                | Lorenzo Mattotti      | Jerry Kramsky                      | Italien                | NBM                   |
| 2004     | Bouddha, vols. 1 et 2                                       | Osamu Tezuka          | Osamu Tezuka                       | Japonais               | Vertical              |
| 2005     | Bouddha, vol. 3                                             | Osamu Tezuka          | Osamu Tezuka                       | Japonais               | Vertical              |
| 2006     | Le Chat du rabbin, v. 1                                     | Joann Sfar            | Joann Sfar                         | Français               | Pantheon              |
| 2007     | Hemingway                                                   | Jason                 | Jason                              | Norvégien              | Fantagraphics         |
| 2007 (J) | Old Boy                                                     | Nobuaki Minegishi     | Garon Tsuchiya                     | Japonais               | Dark Horse Manga      |
| 2008     | J'ai tué Adolf Hitler                                       | Jason                 | Jason                              | Norvégien              | Fantagraphics         |
| 2008 (J) | Amer Béton                                                  | Taiyo Matsumoto       | Taiyo Matsumoto                    | Japonais               | Viz                   |
| 2009     | Le Dernier Mousquetaire                                     | Jason                 | Jason                              | Norvégien              | Fantagraphics         |
| 2009 (J) | Dororo                                                      | Osamu Tezuka          | Osamu Tezuka                       | Japonais               | Vertical              |
| 2010     | Le Photographe                                              | Emmanuel Guibert      | Didier Lefèvre et Emmanuel Guibert | Français               | First Second          |
| 2010 (A) | Une vie dans les marges                                     | Yoshihiro Tatsumi     | Yoshihiro Tatsumi                  | Japonais               | Drawn & Quarterly     |
| 2011     | C'était la guerre des tranchées                             | Jacques Tardi         | Jacques Tardi                      | Français               | Fantagraphics         |
| 2011 (A) | 20th Century Boys                                           | Naoki Urasawa         | Naoki Urasawa                      | Japonais               | Viz                   |
| 2012     | The Manara Library, vol. 1: Indian Summer and Other Stories | Milo Manara           | Hugo Pratt                         | Italien                | Dark Horse            |
| 2012 (A) | Opération Mort                                              | Shigeru Mizuki        | Shigeru Mizuki                     | Japonais               | Drawn & Quarterly     |
| 2013     | Blacksad t. 4 : L’Enfer, le silence                         | Juanjo Guarnido       | Juan Diaz Canales                  | Espagnol               | Dark Horse            |
| 2013 (A) | 20th Century Boys                                           | Naoki Urasawa         | Naoki Urasawa                      | Japonais               | Viz                   |
| 2014     | Putain de guerre !                                          | Jacques Tardi         | Jean-Pierre Verney                 | Français               | Fantagraphics         |
| 2014 (A) | The Mysterious Underground Men (地底国の怪人, 1948)         | Osamu Tezuka          | Osamu Tezuka                       | Japonais               | PictureBox            |
| 2015     | Blacksad t. 5 : Amarillo                                    | Juanjo Guarnido       | Juan Diaz Canales                  | Espagnol               | Dark Horse            |
| 2015 (A) | Showa 1939-1944 et Showa 1944-1953: A History of Japan      | Shigeru Mizuki        | Shigeru Mizuki                     | Japonais               | Drawn & Quarterly     |
| 2016     | K.O. à Tel Aviv                                             | Asaf Hanuka           | Asaf Hanuka                        | Hébreu                 | BOOM! Studios/Archaia |
| 2016 (A) | Showa (1953-1989): A History of Japan                       | Shigeru Mizuki        | Shigeru Mizuki                     | Japonais               | Drawn & Quarterly     |
| 2017     | Moebius Library : Le Monde d'Edena                          | Mœbius et al.         | Mœbius et al.                      | Français               | Dark Horse            |
| 2017 (A) | Charlie Chan Hock Chye, une vie dessinée                    | Sonny Liew            | Sonny Liew                         | Anglais                | Pantheon              |
| 2018     | Cumbe                                                       | Marcelo D’Salete (en) | Marcelo D’Salete (en)              | Portugais              | Fantagraphics         |
| 2018 (A) | Le Mari de mon frère                                        | Gengoroh Tagame       | Gengoroh Tagame                    | Japonais               | Pantheon              |
| 2019     | Culottées (Brazen: Rebel Ladies Who Rocked the World)       | Pénélope Bagieu       | Pénélope Bagieu                    | Français               | First Second          |
| 2019 (A) | Tokyo Tarareba Girls                                        | Akiko Higashimura     | Akiko Higashimura                  | Japonais               | Kōdansha              |
| 2020     | La Maison (The House)                                       | Paco Roca             | Paco Roca                          | Espagnol               | Fantagraphics         |
| 2020 (A) | L'Atelier des sorciers (Witch Hat Atelier)                  | Kamome Shirahama      | Kamome Shirahama                   | Japonais               | Kodansha              |
| 2020 (A) | Les Chats du Louvre (Cats of the Louvre)                    | Taiyo Matsumoto       | Taiyo Matsumoto                    | Japonais               | Viz                   |
| 2021     | Toujours tout foutre en l'air (Goblin Girl)                 | Moa Romanova (sv)     | Moa Romanova (sv)                  | Suédois                | Fantagraphics         |
| 2021 (A) | Rémina                                                      | Junji Ito             | Junji Ito                          | Japonais               | VIZ Media             |
| 2022     | L'Ombre d'un homme (The Shadow of a Man)                    | François Schuiten     | Benoît Peeters                     | Français               | IDW Publishing        |
| 2022 (A) | Lovesickness: Junji Ito Story Collection                    | Junji Ito             | Junji Ito                          | VIZ Media              |                       |
| 2023     | Blacksad t. 6 : Alors, tout tombe : Première Partie         | Juanjo Guarnido       | Juan Diaz Canales                  | Espagnol               | Dark Horse            |
| 2023 (A) | Le Voyage de Shuna                                          | Hayao Miyazaki        | Hayao Miyazaki                     | First Second/Macmillan |                       |
| 2024     | Blacksad t. 7 : Alors, tout tombe : Deuxième Partie         | Juanjo Guarnido       | Juan Diaz Canales                  | Espagnol               | Dark Horse            |
| 2024 (A) | My Picture Diary                                            | Fujiwara Maki         | Fujiwara Maki                      | Drawn & Quarterly      |                       |

### Meilleure adaptation
Ce prix apparu en 2010 récompense une adaptation en bande dessinée. Non décerné en 2012, en 2015 ni en 2017, il a porté deux noms depuis sa création :
- 2010-2011 : Best Adaptation from Another Work
- 2013- : Best Adaptation from Another Medium

| Année | Titre                                                           | Dessinateur              | Scénariste               | Auteur adapté                                  | Maison d'édition  |
| ----- | --------------------------------------------------------------- | ------------------------ | ------------------------ | ---------------------------------------------- | ----------------- |
| 2010  | Parker : Le Chasseur                                            | Darwyn Cooke             | Darwyn Cooke             | Richard Stark                                  | IDW Publishing    |
| 2011  | Le Magicien d'Oz                                                | Skottie Young            | Eric Shanower            | L. Frank Baum                                  | Marvel            |
| 2013  | Parker : Le Casse                                               | Darwyn Cooke             | Darwyn Cooke             | Richard Stark                                  | IDW               |
| 2014  | Parker : Slayground                                             | Darwyn Cooke             | Darwyn Cooke             | Richard Stark                                  | IDW               |
| 2016  | Deux frères                                                     | Gabriel Bá et Fábio Moon | Gabriel Bá et Fábio Moon | Milton Hatoum                                  | Dark Horse        |
| 2018  | Liens de sang                                                   | John Jennings            | Damian Duffy             | Octavia E. Butler                              | Abrams ComicArts  |
| 2019  | « Frankenstein », dans Frankenstein: Junji Ito Story Collection | Junji Itō                | Junji Itō                | Mary Shelley                                   | VIZ Media         |
| 2020  | Snow, Glass, Apples (en)                                        | Colleen Doran            | Colleen Doran            | Neil Gaiman                                    | Dark Horse Books  |
| 2021  | Superman écrase le Klan (en)                                    | Gurihiru (en)            | Gene Luen Yang           | Série radiophonique The Adventures of Superman | DC                |
| 2022  | George Orwell’s 1984: The Graphic Novel                         | Fido Nesti               | Fido Nesti               | George Orwell                                  | Mariner Books     |
| 2023  | Chivalry                                                        | Colleen Doran            | Colleen Doran            | Neil Gaiman                                    | Dark Horse Books  |
| 2024  | Watership Down                                                  | Joe Sutphin              | James Sturm              | Richard Adams                                  | Ten Speed Graphic |

### Meilleur mémoire graphique
Ce prix nommé « Best Graphic Memoire » en anglais, qui récompense une bande dessinée autobiographique, est décerné depuis 2021.
| Année | Titre                                              | Auteur           | Maison d'édition  |
| ----- | -------------------------------------------------- | ---------------- | ----------------- |
| 2021  | La Solitude du marathonien de la bande dessinée    | Adrian Tomine    | Drawn & Quarterly |
| 2022  | Get Up America t. 1 (Run: Book One)                | Nate Powell (d)  | Abrams ComicArts  |
| 2022  | Get Up America t. 1 (Run: Book One)                | John Lewis (s)   | Abrams ComicArts  |
| 2022  | Get Up America t. 1 (Run: Book One)                | L. Fury (s)      | Abrams ComicArts  |
| 2022  | Get Up America t. 1 (Run: Book One)                | Andrew Aydin (s) | Abrams ComicArts  |
| 2023  | Environnement toxique                              | Kate Beaton      | Drawn & Quarterly |
| 2024  | Family Style: Memories of an American from Vietnam | Thien Pham       | First Second      |

### Meilleur recueil decomic strips
Ce prix éphémère nommé « Best Comic Strip Collection » en anglais et décerné en 1992 et 1993 récompensait un recueil de comic-strips.
| Année | Série            | Titre                                                   | Auteur         | Maison d'édition   |
| ----- | ---------------- | ------------------------------------------------------- | -------------- | ------------------ |
| 1992  | Calvin et Hobbes | The Revenge of the Baby-Sat                             | Bill Watterson | Andrews and McMeel |
| 1993  | Calvin et Hobbes | Attack of the Deranged Mutant Killer Monster Snow Goons | Bill Watterson | Andrews and McMeel |

## Auteurs

### Meilleur scénariste
Ce prix, nommé « Best Writer » en anglais, est présent depuis la création des prix Eisner, et issu des prix Jack Kirby. Il a la particularité de n'avoir récompensé que des Britanniques les dix premières fois qu'il a été remis. Alan Moore l'a remporté neuf fois, le record dans une catégorie prestigieuse.
| Année | Auteur               | Œuvre(s) récompensée(s) |
| ----- | -------------------- | --- |
| 1988  | Alan Moore           | Watchmen (DC) |
| 1989  | Alan Moore           | Batman: The Killing Joke (DC) |
| 1991  | Neil Gaiman          | Sandman (DC) |
| 1992  | Neil Gaiman          | Sandman, The Books of Magic (DC), Miracleman (Eclipse) |
| 1993  | Neil Gaiman          | Miracleman (Eclipse), Sandman (DC) |
| 1994  | Neil Gaiman          | Sandman (DC) |
| 1995  | Alan Moore           | From Hell (Kitchen Sink) |
| 1996  | Alan Moore           | From Hell (Kitchen Sink) |
| 1997  | Alan Moore           | From Hell (Kitchen Sink), Supreme (Maximum Press) |
| 1998  | Garth Ennis          | Hitman (DC), Preacher, Unknown Soldier (Vertigo), Bloody Mary: Lady Liberty (Helix) |
| 1999  | Kurt Busiek          | Kurt Busiek's Astro City (Wildstorm), Avengers (Marvel) |
| 2000  | Alan Moore           | La Ligue des gentlemen extraordinaires, Promethea, Tom Strong, Tomorrow Stories, Top Ten (ABC) |
| 2001  | Alan Moore           | La Ligue des gentlemen extraordinaires, Promethea, Tom Strong, Tomorrow Stories, Top Ten (ABC) |
| 2002  | Brian Michael Bendis | Powers (Image), Alias, Daredevil, Ultimate Spider-Man (Marvel) |
| 2003  | Brian Michael Bendis | Powers (Image), Alias, Daredevil, Ultimate Spider-Man (Marvel) |
| 2004  | Alan Moore           | La Ligue des gentlemen extraordinaires, Promethea, Smax, Tom Strong, Tom Strong's Terrific Tales (ABC) |
| 2005  | Brian K. Vaughan     | Y, le dernier homme (Vertigo), Ex machina (WildStorm), Les Fugitifs, Ultimate X-Men(Marvel) |
| 2006  | Alan Moore           | Promethea, Top Ten: The Forty-Niners (ABC) |
| 2007  | Ed Brubaker          | Captain America, Daredevil (Marvel), Criminal (Icon) |
| 2008  | Ed Brubaker          | Captain America, Daredevil, Immortal Iron Fist (Marvel), Criminal (Icon) |
| 2009  | Bill Willingham      | Fables, House of Mystery (Vertigo) |
| 2010  | Ed Brubaker          | Captain America, Daredevil et The Marvels Project (en) (Marvel), Criminal et Incognito (Icon) |
| 2011  | Joe Hill             | Locke and Key (IDW) |
| 2012  | Mark Waid            | Irredeemable, Incorruptible (Boom! Studios), Daredevil (Marvel) |
| 2013  | Brian K. Vaughan     | Saga (Image) |
| 2014  | Brian K. Vaughan     | Saga (Image) |
| 2015  | Gene Luen Yang       | Avatar: The Last Airbender (en) (Dark Horse), The Shadow Hero (First Second) |
| 2016  | Jason Aaron          | Southern Bastards (Image), Men of Wrath (Marvel Icon), Doctor Strange, Star Wars, Thor (Marvel) |
| 2017  | Brian K. Vaughan     | Saga et Paper Girls (Image) |
| 2018  | Tom King             | Batman, Batman Annual #2, Batman/Elmer Fudd Special #1, Mister Miracle (DC) |
| 2018  | Marjorie Liu         | Monstress (Image) |
| 2019  | Tom King             | Batman, Mister Miracle, Heroes in Crisis, Swamp Thing Winter Special (DC) |
| 2020  | Mariko Tamaki        | Harley Quinn: Breaking Glass (DC), Mes ruptures avec Laura Dean (First Second/Macmillan) et Archie (Archie) |
| 2021  | James Tynion IV      | Something Is Killing the Children, Wynd (BOOM! Studios), Batman (DC), The Department of Truth (Image) et Razorblades (Tiny Onion)                                                                                            |
| 2022  | James Tynion IV      | House of Slaughter, Something Is Killing the Children, Wynd (BOOM! Studios), The Nice House on the Lake, The Joker, Batman, DC Pride 2021 (DC), The Department of Truth (Image), Blue Book, Razorblades (Tiny Onion Studios) |
| 2023  | James Tynion IV      | House of Slaughter, Something Is Killing the Children, Wynd (BOOM! Studios); The Nice House on the Lake, The Sandman Universe: Nightmare Country (DC), The Closet, The Department of Truth (Image)                           |
| 2024  | Mariko Tamaki        | Roaming (Drawn & Quarterly) |

### Meilleur auteur
Ce prix, nommé « Best author » en anglais est directement issu des prix Jack Kirby. Il récompense depuis 1993 un auteur complet mais de 1988 à 1993, il a été décerné à l'association jugée particulièrement efficace d'un dessinateur et d'un scénariste. De 1995 à 2008 les productions réalistes (Drama) et humoristiques (Humor) ont été distinguées ; seuls les auteurs récompensés dans la catégorie réaliste figurent ci-dessous. En 2010 un éphémère prix du reportage (Nonfiction, « N » dans le tableau) a été remis. En 2016, le prix est renommé « Best Writer/Artist »
| Année    | Auteur(s)                   | Œuvre(s) récompensée(s)                                                               | Mason d'édition       |
| -------- | --------------------------- | ------------------------------------------------------------------------------------- | --------------------- |
| 1988     | Alan Moore et Dave Gibbons  | Watchmen                                                                              | DC                    |
| 1989     | Paul Chadwick               | Concrete                                                                              | Dark Horse            |
| 1991     | Frank Miller et Geof Darrow | Hard Boiled                                                                           | Dark Horse            |
| 1992     | Peter David et Dale Keown   | The Incredible Hulk                                                                   | Marvel                |
| 1993     | Frank Miller                | Sin City et Dark Horse Presents                                                       | Dark Horse            |
| 1993     | Mike Baron et Steve Rude    | Nexus: The Origin                                                                     | Dark Horse            |
| 1994     | Jeff Smith                  | Bone                                                                                  | Cartoon Books         |
| 1995     | Mike Mignola                | Hellboy : Les Germes de la destruction                                                | Legend                |
| 1996     | David Lapham                | Stray Bullets                                                                         | El Capitan Books (en) |
| 1997     | Mike Mignola                | Hellboy : Au nom du diable                                                            | Dark Horse            |
| 1998     | Mike Mignola                | Hellboy : Presque colosse, Hellboy Christmas Special et Hellboy Jr. Halloween Special | Dark Horse            |
| 1999     | Frank Miller                | 300                                                                                   | Dark Horse            |
| 2000     | Dan Clowes                  | Eightball                                                                             | Fantagraphics         |
| 2001     | Eric Shanower               | L'Âge de bronze                                                                       | Image                 |
| 2002     | Dan Clowes                  | Eightball                                                                             | Fantagraphics         |
| 2003     | Eric Shanower               | L'Âge de bronze                                                                       | Image                 |
| 2004     | Craig Thompson              | Blankets                                                                              | Top Shelf             |
| 2005     | Paul Chadwick               | Concrete: The Human Dilemma                                                           | Dark Horse            |
| 2006     | Geof Darrow                 | Shaolin Cowboy                                                                        | Burlyman              |
| 2007     | Paul Pope                   | Batman : Année 100                                                                    | DC                    |
| 2008     | Chris Ware                  | Acme Novelty Library no 18                                                            | Chris Ware            |
| 2009     | Chris Ware                  | Acme Novelty Library no 19                                                            | Chris Ware            |
| 2010     | David Mazzucchelli          | Asterios Polyp                                                                        | Pantheon              |
| 2010 (N) | Joe Sacco                   | Gaza 1956. En marge de l'histoire                                                     | Metropolitan          |
| 2011     | Darwyn Cooke                | Parker : L'Organisation                                                               | IDW                   |
| 2012     | Craig Thompson              | Habibi                                                                                | Pantheon              |
| 2013     | Chris Ware                  | Building Stories                                                                      | Pantheon              |
| 2014     | Jaime Hernandez             | Love and Rockets New Stories, vol. 6                                                  | Fantagraphics         |
| 2015     | Raina Telgemeier            | Sœurs (en)                                                                            | Graphix               |
| 2016     | Bill Griffith               | Invisible Ink: My Mother’s Secret Love Affair with a Famous Cartoonist                | Fantagraphics         |
| 2017     | Sonny Liew                  | Charlie Chan Hock Chye, une vie dessinée                                              | Pantheon              |
| 2018     | Emil Ferris                 | Moi, ce que j'aime, c'est les monstres                                                | Fantagraphics         |
| 2019     | Jen Wang                    | Le Prince et la Couturière                                                            | First Second          |
| 2020     | Raina Telgemeier            | Courage (en)                                                                          | Scholastic            |
| 2021     | Junji Ito                   | Rémina                                                                                | VIZ Media             |
| 2022     | Barry Windsor-Smith         | Monstres                                                                              | Fantagraphics         |
| 2023     | Kate Beaton                 | Environnement toxique                                                                 | Drawn & Quarterly     |
| 2023     | Daniel Warren Johnson       | Transformers                                                                          | Skybound              |

### Meilleur auteur humoristique
Ce prix, nommé « Best author—Humor » en anglais, a été décerné de 1995 à 2008. Il a été supprimé car trop redondant avec la catégorie de la meilleure publication humoristique.
| Année | Auteur           | Œuvre(s) récompensée(s)                                                                       |
| ----- | ---------------- | --------------------------------------------------------------------------------------------- |
| 1995  | Jeff Smith       | Bone (Cartoon Books)                                                                          |
| 1996  | Sergio Aragonés  | Groo (Image Comics)                                                                           |
| 1997  | Don Rosa         | Walt Disney's Comics & Stories et La Jeunesse de Picsou (Gladstone)                           |
| 1998  | Jeff Smith       | Bone (Cartoon Books)                                                                          |
| 1999  | Kyle Baker       | You Are Here (Vertigo)                                                                        |
| 2000  | Kyle Baker       | I Die at Midnight (Vertigo), « Letitia Lerner, Superbaby's Babysitter », dans Elseworlds (DC) |
| 2001  | Tony Millionaire | Maakies (Fantagraphics) et Sock Monkey (Maverick)                                             |
| 2002  | Evan Dorkin      | Dork! (Slave Labor)                                                                           |
| 2003  | Tony Millionaire | House at Maakies Corner (Fantagraphics)                                                       |
| 2004  | Kyle Baker       | Plastic Man (DC), The New Baker (Kyle Baker Publishing)                                       |
| 2005  | Kyle Baker       | Plastic Man (DC), Kyle Baker, Cartoonist (Kyle Baker Publishing)                              |
| 2006  | Kyle Baker       | Plastic Man (DC), The Bakers (Kyle Baker Publishing)                                          |
| 2007  | Tony Millionaire | Billy Hazelnuts (Fantagraphics), Sock Monkey: The Inches Incident (Dark Horse)                |
| 2008  | Eric Powell      | The Goon (Dark Horse)                                                                         |

### Meilleur dessinateur/encreur ou meilleure équipe dessinateur/encreur
Ce prix présent depuis la création des prix Eisner, et issu des prix Jack-Kirby, a connu une histoire complexe, le jury hésitant dans les premières années du prix à récompenser uniquement les dessinateurs qui encrent eux-mêmes leurs planches ou à distinguer le dessin lui-même de l'encrage. Globalement, le prix a porté deux noms en anglais :
- 1988-1992 : Meilleur dessinateur complet (Best Artist)
- 1994- : Meilleur dessinateur/encreur ou équipe dessinateur/encreur (Best Penciller/Inker or Penciller/Inker Team)

Dans le détail, de nombreux autres prix ont existé jusqu'en 1997 pour récompenser les autres auteurs intervenant sur le dessin. Outre le prix du meilleur encreur, figurant dans la sous-partie suivante, ces prix ont été :
- 1988-1989 : Meilleure équipe artistique (Best Art Team, AT dans le tableau), prix issu des prix Jack Kirby récompensant l'association d'un dessinateur, d'un encreur et d'un coloriste
- 1993 : Meilleur dessinateur (Best Penciller, P dans le tableau)
- 1993 : Meilleur dessinateur/encreur pour une publication en couleur (Best Penciller/Inker, Color Publication, C dans le tableau)
- 1993 : Meilleur dessinateur/encreur pour une publication en noir et blanc (Best Penciller/Inker, Black & White Publication, NB dans le tableau)
- 1997 : Meilleur dessinateur (Best Penciller, P dans le tableau)

| Année     | Auteur(s)                 | Titres                                                                                                 |
| --------- | ------------------------- | --- |
| 1988      | Steve Rude                | Nexus (First)                                                                                          |
| 1988 (AT) | Steve Rude                | Space Ghost Special (Comico)                                                                           |
| 1988 (AT) | Willie Blyberg            | Space Ghost Special (Comico)                                                                           |
| 1988 (AT) | Ken Steacy                | Space Ghost Special (Comico)                                                                           |
| 1989      | Brian Bolland             | Batman: The Killing Joke (DC)                                                                          |
| 1989 (AT) | Alan Davis                | Excalibur (Marvel)                                                                                     |
| 1989 (AT) | Paul Neary                | Excalibur (Marvel)                                                                                     |
| 1991      | Steve Rude                | Nexus (First)                                                                                          |
| 1992      | Simon Bisley              | Batman - Judge Dredd : Jugement à Gotham (DC)                                                          |
| 1993 (P)  | Steve Rude                | Nexus: The Origin (Dark Horse)                                                                         |
| 1993 (NB) | Frank Miller              | Sin City et Dark Horse Presents (Dark Horse)                                                           |
| 1993 (C)  | P. Craig Russell          | Fairy Tales of Oscar Wilde (NBM), Robin 3000 et Legends of the Dark Knight: Hothouse (DC)              |
| 1994      | P. Craig Russell          | The Sandman no 50 (DC)                                                                                 |
| 1995      | Dave Gibbons              | Martha Washington Goes to War (Dark Horse)                                                             |
| 1996      | Geof Darrow               | The Big Guy et Rusty the Boy Robot (Legend)                                                            |
| 1997      | Charles Vess              | Book of Ballads et Sagas (Green Man Press), The Sandman no 75 (Vertigo)                                |
| 1997 (P)  | Steve Rude                | Nexus: Executioner's Song (Dark Horse)                                                                 |
| 1998      | P. Craig Russell          | Elric : Stormbringer (Dark Horse/Topps), Dr. Strange : What Is It That Disturbs You, Stephen? (Marvel) |
| 1999      | Tim Sale                  | Superman for All Seasons (DC), Grendel Black, White et Red no 1 (Dark Horse)                           |
| 2000      | Kevin Nowlan              | « Jack B. Quick », dans Tomorrow Stories (ABC)                                                         |
| 2001      | P. Craig Russell          | The Ring of the Nibelung (Maverick)                                                                    |
| 2002      | Eduardo Risso             | 100 Bullets (Vertigo)                                                                                  |
| 2003      | Kevin O'Neill             | La Ligue des gentlemen extraordinaires (ABC)                                                           |
| 2004      | John Cassaday             | Planetary, Batman avec Planetary (WildStorm), Hellboy : Histoires bizarres (Dark Horse)                |
| 2005      | John Cassaday             | Astonishing X-Men (Marvel), Planetary (WildStorm), Je suis légion : Le Faune dansant (Humanoids/DC))   |
| 2005      | Frank Quitely             | We3 (Vertigo)                                                                                          |
| 2006      | John Cassaday             | Astonishing X-Men (Marvel), Planetary (WildStorm)                                                      |
| 2007      | Mark Buckingham           | Fables (Vertigo)                                                                                       |
| 2007      | Steve Leialoha            | Fables (Vertigo)                                                                                       |
| 2008      | Pia Guerra                | Y, le dernier homme (Vertigo)                                                                          |
| 2008      | Jose Marzan, Jr.          | Y, le dernier homme (Vertigo)                                                                          |
| 2009      | Guy Davis                 | BPRD (Dark Horse)                                                                                      |
| 2010      | J.H. Williams III         | Detective Comics (DC)                                                                                  |
| 2011      | Skottie Young             | The Marvelous Land of Oz (Marvel)                                                                      |
| 2012      | Ramón K. Pérez            | Jim Henson's Tale of Sand (Archaia)                                                                    |
| 2013      | David Aja                 | Hawkeye (Marvel)                                                                                       |
| 2013      | Chris Samnee              | Daredevil et Rocketeer: Cargo of Doom (IDW)                                                            |
| 2014      | Sean Murphy               | The Wake (Vertigo)                                                                                     |
| 2015      | Fiona Staples             | Saga (Image)                                                                                           |
| 2016      | Cliff Chiang              | Paper Girls (Image)                                                                                    |
| 2017      | Fiona Staples             | Saga (Image)                                                                                           |
| 2018      | Mitch Gerads              | Mister Miracle (DC)                                                                                    |
| 2019      | Mitch Gerads              | Mister Miracle (DC)                                                                                    |
| 2020      | Rosemary Valero-O'Connell | Mes ruptures avec Laura Dean (First Second/Macmillan)                                                  |
| 2021      | Michael Allred            | Bowie: Stardust et Rayguns & Moonage Daydreams (Insight Editions)                                      |
| 2022      | Phil Jimenez              | Wonder Woman Historia: The Amazons (DC)                                                                |
| 2023      | Greg Smallwood            | The Human Target (en) (DC)                                                                             |
| 2024      | Jillian Tamaki            | Roaming (Drawn & Quarterly)                                                                            |

### Meilleur encreur
Ce prix, nommé « Best Inker » en anglais, a été créé en 1991 à la suite de la suppression du prix pour la meilleure équipe et a disparu en 1994 lorsqu'un prix unique du dessin a été créé. Il a fait une unique réapparition en 1997, lorsque dessinateur (Penciller), encreur et dessinateur complet (Penciller/Inker) furent distingués pour la dernière fois.
| Année | Auteur        | Série(s) récompensée(s)                  | Maison d'édition |
| ----- | ------------- | ---------------------------------------- | ---------------- |
| 1991  | Al Williamson | Atomic Age                               | Epic Comics      |
| 1992  | Adam Kubert   | Batman versus Predator                   | DC et Dark Horse |
| 1993  | Kevin Nowlan  | Batman: Sword of Azrael                  | DC               |
| 1997  | Al Williamson | Untold Tales of Spider-Man (en) no 17-18 | Marvel           |

### Meilleur artiste de couverture
Ce prix, nommé « Best Cover Artist » en anglais, est apparu en 1992.
| Année | Auteur récompensé     | Titres concernés |
| ----- | --------------------- | --- |
| 1992  | Brian Bolland         | Animal Man (DC) |
| 1993  | Brian Bolland         | Animal Man et Wonder Woman (DC) |
| 1994  | Brian Bolland         | Animal Man et Wonder Woman (DC) |
| 1995  | Glenn Fabry           | Hellblazer (Vertigo) |
| 1996  | Alex Ross             | Kurt Busiek's Astro City (Jukebox Productions et Image) |
| 1997  | Alex Ross             | Kingdom Come (DC), Kurt Busiek's Astro City (Jukebox Productions et Image) |
| 1998  | Alex Ross             | Kurt Busiek's Astro City (Jukebox Productions et Image) et Uncle Sam (Vertigo) |
| 1999  | Brian Bolland         | The Invisibles (Vertigo) |
| 2000  | Alex Ross             | Batman: No Man's Land, Harley Quinn et Guerre au crime (DC), Kurt Busiek's Astro City (Image et WildStorm), couvertures alternatives des premiers numéros des publications ABC                                         |
| 2001  | Brian Bolland         | Batman: Gotham Knights, The Flash (DC), The Invisibles (Vertigo). |
| 2002  | Dave Johnson          | Detective Comics (DC), 100 Bullets (Vertigo) |
| 2003  | Adam Hughes           | Wonder Woman (DC) |
| 2004  | James Jean            | Fables (Vertigo), Batgirl (DC) |
| 2005  | James Jean            | Fables (Vertigo), Green Arrow et Batgirl (DC) |
| 2006  | James Jean            | Fables (Vertigo), Runaways (Marvel) |
| 2007  | James Jean            | Fables, Jack of Fables et Fables: 1001 Nights of Snowfall (Vertigo) |
| 2008  | James Jean            | Fables (Vertigo), The Umbrella Academy (Dark Horse), Process Recess 2 et Superior Showcase 3 (AdHouse) |
| 2009  | James Jean            | Fables (Vertigo), The Umbrella Academy (Dark Horse) |
| 2010  | J.H. Williams III     | Detective Comics (DC) |
| 2011  | Mike Mignola          | Baltimore: The Plague Ships (Dark Horse) |
| 2012  | Francesco Francavilla | La Panthère noire (Marvel), Lone Ranger, Lone Ranger/Zorro, Dark Shadows et Warlord of Mars (Dynamite), Archie Meets Kiss (Archie).                                                                                    |
| 2013  | David Aja             | Hawkeye (Marvel) |
| 2014  | David Aja             | Hawkeye (Marvel) |
| 2015  | Darwyn Cooke          | Couvertures alternatives pour DC (DC) |
| 2016  | David Aja             | Hawkeye, Karnak et Scarlet Witch (Marvel) |
| 2017  | Fiona Staples         | Saga |
| 2018  | Sana Takeda           | Monstress (Image) |
| 2019  | Jen Bartel            | Blackbird (Image) et Submerged (Vault) |
| 2020  | Emma Ríos             | Pretty Deadly (Image) |
| 2021  | Peach Momoko          | Buffy the Vampire Slayer n° 19, Mighty Morphin n° 2, Something Is Killing the Children n° 12, Power Rangers n° 1 (BOOM! Studios), DIE!namite, Vampirella (Dynamite), The Crow: Lethe (IDW) et Marvel Variants (Marvel) |
| 2022  | Jen Bartel            | Future State Immortal Wonder Woman no 1 & 2, Wonder Woman Black & Gold no 1, Wonder Woman 80th Anniversary (DC), Women’s History Month variant covers (Marvel)                                                         |
| 2023  | Bruno Redondo         | Nigthwing (DC) |
| 2024  | Peach Momoko          | Demon Wars: Scarlet Sin et diverses couvertures alternatives (Marvel) |

### Meilleure colorisation
Ce prix, apparu en 1992, a porté différents noms :
- 1992-1995 : Meilleur coloriste (Best Colorist)
- 1996- : Meilleure colorisation (Best Coloring)

Dave Stewart l'a remporté neuf fois.
| Année | Auteur récompensé                     | Titres concernés |
| ----- | ------------------------------------- | --- |
| 1992  | Steve Oliff                           | Legends of the Dark Knight (DC), 2112 (Dark Horse), Akira, (Marvel) |
| 1993  | Steve Oliff et Olyoptics              | Legends of the Dark Knight no 28-30, Martian Manhunter : American Secrets (DC), James Bond 007: Serpent's Tooth (Dark Horse), Spawn (Image) |
| 1994  | Steve Oliff, Reuben Rude et Olyoptics | Spawn (Image) |
| 1995  | Angus McKie                           | Martha Washington Goes to War (Dark Horse) |
| 1996  | Chris Ware                            | The Acme Novelty Library (Fantagraphics) |
| 1997  | Matt Hollingsworth                    | Preacher, Death: Le Choix d'une vie (Vertigo), Bloody Mary (Helix), Challengers of the Unknown (DC) |
| 1998  | Chris Ware                            | The Acme Novelty Library (Fantagraphics) |
| 1999  | Lynn Varley                           | 300 (Dark Horse) |
| 2000  | Laura DePuy                           | The Authority, Planetary (WildStorm) |
| 2001  | Chris Ware                            | Acme Novelty Library no 14 (Fantagraphics) |
| 2002  | Laura DePuy                           | Ruse (CrossGen), Ministère de l'espace (en) (Image) |
| 2003  | Dave Stewart                          | Hellboy : Le Troisième Souhait, L'Homme à la tête de vis (en), Star Wars: Empire (en) (Dark Horse), Human Target (en): Final Cut, Doom Patrol (Vertigo), Tom Strong (ABC), Captain America (Marvel)                                                |
| 2004  | Patricia Mulvihill                    | Batman et Wonder Woman (DC), 100 Bullets (Vertigo) |
| 2005  | Dave Stewart                          | Daredevil, Ultimate X-Men, Ultimate Six, Captain America (Marvel), Conan, BPRD (Dark Horse), La Nouvelle Frontière (DC) |
| 2006  | Chris Ware                            | Acme Novelty Library no 16 (Chris Ware) |
| 2007  | Dave Stewart                          | BPRD, Conan, The Escapist, Hellboy (Dark Horse), Action Comics, Batman/Le Spirit, Superman (DC) |
| 2008  | Dave Stewart                          | BPRD, Buffy the Vampire Slayer, Cut, Hellboy: Lobster Johnson, Umbrella Academy (Dark Horse), The Spirit (DC) |
| 2009  | Dave Stewart                          | Abe Sapien: La Noyade, BPRD, The Goon, Hellboy, Solomon Kane, Umbrella Academy (Dark Horse), Body Bags (Image), Captain America: White (Marvel) |
| 2010  | Dave Stewart                          | Abe Sapien, BPRD, The Goon, Hellboy, Solomon Kane, Umbrella Academy, Zero Killer (Dark Horse), Detective Comics (DC), Luna Park (Vertigo) |
| 2011  | Dave Stewart                          | Hellboy, BPRD, Baltimore, Laisse-moi entrer (Dark Horse), Detective Comics (DC), Neil Young's Greendale, Daytripper, Joe, l'aventure intérieure (Vertigo)                                                                                          |
| 2012  | Laura Allred                          | iZombie (Vertigo/DC), Madman All-New Giant-Size Super-Ginchy Special (Image) |
| 2013  | Dave Stewart                          | Batwoman (DC), Fatale (en) (Image), BPRD, Conan le Barbare, Hellboy in Hell, Lobster Johnson, The Massive (en) (Dark Horse) |
| 2014  | Jordie Bellaire                       | The Manhattan Projects, Nowhere Men (en), Pretty Deadly, Zero (Image), The Massive (Dark Horse), Tom Strong (DC), X-Files Season 10 (en) (IDW), Captain Marvel, Journey into Mystery (Marvel), Numbercruncher (Titan), Quantum and Woody (Valiant) |
| 2015  | Dave Stewart                          | Hellboy in Hell, BPRD, Abe Sapien, Baltimore, Lobster Johnson, Witchfinder, Shaolin Cowboy, Aliens: Fire and Stone, DHP (Dark Horse) |
| 2016  | Jordie Bellaire                       | The Autumnlands, Injection, Plutona, Pretty Deadly, The Surface, They’re Not Like Us, Zero (Image), The X-Files (IDW), The Massive (Dark Horse), Magneto et Vision (Marvel)                                                                        |
| 2017  | Matt Wilson (en)                      | Cry Havoc, Paper Girls, The Wicked + The Divine (Image), Black Widow, The Mighty Thor et Star-Lord (Marvel) |
| 2018  | Emil Ferris                           | Moi, ce que j'aime, c'est les monstres |
| 2019  | Matt Wilson                           | Black Cloud, Paper Girls, The Wicked + The Divine (Image) et The Mighty Thor, Runaways (Marvel) |
| 2020  | Dave Stewart                          | Black Hammer, B.P.R.D.: The Devil You Know, Hellboy and the BPRD (Dark Horse); Gideon Falls (Image), Silver Surfer Black, Spider-Man (Marvel) |
| 2021  | Laura Allred                          | X-Ray Robot (Dark Horse), Bowie: Stardust et Rayguns & Moonage Daydreams (Insight Editions) |
| 2022  | Matt Wilson                           | Undiscovered Country (Image), Fire Power (Image Skybound), Eternals, Thor, Wolverine (Marvel), Jonna and the Unpossible Monsters (Oni) |
| 2023  | Jordie Bellaire                       | The Nice House on the Lake, Suicide Squad: Blaze (DC) ; Antman et Miracleman by Gaiman & Buckingham: The Silver Age (Marvel) |
| 2024  | Jordie Bellaire                       | Batman, Birds of Prey (DC) et Dark Spaces: Hollywood Special (IDW) |

### Meilleur lettrage
Ce prix, apparu en 1992, a porté deux noms :
- 1992-1995 : Meilleur lettreur (Best Letterer)
- 1996- : Meilleurs lettrage (Best Lettering)

Todd Klein l'a remporté dix-sept fois, douze fois consécutives, record absolu toutes catégories pour un prix Eisner.
| Année | Auteur récompensé     | Titres concernés |
| ----- | --------------------- | --- |
| 1993  | Todd Klein            | Sandman, The Demon (DC) |
| 1994  | Todd Klein            | Sandman (DC) |
| 1995  | Todd Klein            | Batman versus Predator II (DC et Dark Horse), The Demon (DC) The Sandman (Vertigo), Uncle Scrooge (Gladstone) |
| 1996  | Stan Sakai            | Groo (Image), Usagi Yojimbo (Mirage) |
| 1997  | Todd Klein            | Sandman, Death : Le Choix d'une vie, House of Secrets, The Dreaming (Vertigo), Batman, The Spectre, Kingdom Come (DC) |
| 1998  | Todd Klein            | Batman, Batman: Poison Ivy (DC), The Dreaming, House of Secrets, The Invisibles, Uncle Sam (Vertigo), Uncle Scrooge Adventures (Gladstone), Château l'attente (Olio) |
| 1999  | Todd Klein            | Château l'attente (Olio), House of Secrets, The Invisibles, The Dreaming (Vertigo) |
| 2000  | Todd Klein            | Promethea, Tom Strong, Tomorrow Stories, Top Ten (ABC), The Dreaming, Gifts of the Night, The Invisibles, Sandman Presents: Lucifer (Vertigo) |
| 2001  | Todd Klein            | Promethea, Tom Strong, Tomorrow Stories, Top 10 (ABC), The Invisibles, The Dreaming (Vertigo), Château l'attente (Cartoon Books) |
| 2002  | Todd Klein            | Promethea, Tom Strong's Terrific Tales, Tomorrow Stories, Top 10, et Greyshirt (ABC), The Sandman Presents: Everything You Always Wanted to Know About Dreams But Were Afraid to Ask (Vertigo), Detective Comics et The Dark Knight Strikes Again (DC), Château l'attente (Olio), Universe X (Marvel) |
| 2003  | Todd Klein            | Dark Knight Strikes Again, Detective Comics et Wonder Woman : The Hiketeia (DC), Fables, Human Target: Final Cut (Vertigo), Promethea et Tom Strong (ABC), Château l'attente (Olio) |
| 2004  | Todd Klein            | Detective Comics (DC), Fables et The Sandman: Endless Nights (Vertigo), Tom Strong et Promethea (ABC), 1602 (Marvel) |
| 2005  | Todd Klein            | Promethea et Tom Strong:Tom Strong’s Terrific Tales (ABC), Wonder Woman (DC), Books of Magick: Life During Wartime, Fables et We3 (Vertigo), Creatures of the Night (Dark Horse) |
| 2006  | Todd Klein            | Wonder Woman, Justice, Seven Soldiers no 0 (DC), Desolation Jones (en) (WildStorm), Promothea, Top Ten: The Forty-Niners, Tomorrow Stories Special (ABC), Fables (Vertigo), 1602: New World (Marvel)                                                                                                  |
| 2007  | Todd Klein            | Fables, Jack of Fables, Fables: 1001 Nuits de neige, Les Seigneurs de Bagdad et Testament (Vertigo), Fantastic Four: 1602 et Eternals (Marvel), Lost Girls (Top Shelf) |
| 2008  | Todd Klein            | Justice et Simon Dark (DC), Fables, Jack of Fables, Crossing Midnight (Vertigo), La Ligue des gentlemen extraordinaires : The Black Dossier (Wildstorm), Nexus (Rude Dude) |
| 2009  | Chris Ware            | Acme Novelty Library no 19 (Chris Ware) |
| 2010  | David Mazzucchelli    | Asterios Polyp (Pantheon) |
| 2011  | Todd Klein            | Fables, The Unwritten (en), Joe, l'aventure intérieure, iZombie (Vertigo), Tom Strong and the Robots of Doom (WildStorm), SHIELD (Marvel), Drive for the Dead (Radical) |
| 2012  | Stan Sakai            | Usagi Yojimbo (Dark Horse) |
| 2013  | Chris Ware            | Building Stories (Pantheon) |
| 2014  | Darwyn Cooke          | Parker : Slayground (IDW) |
| 2015  | Stan Sakai            | Usagi Yojimbo: Senso et Usagi Yojimbo Color Special: The Artist (Dark Horse) |
| 2016  | Derf Backderf         | Trashed (Abrams) |
| 2017  | Todd Klein            | Clean Room, Dark Knight, Lucifer (Vertigo/DC), Black Hammer (Dark Horse) |
| 2018  | Stan Sakai            | Usagi Yojimbo et Groo : Slay of the Gods (Dark Horse) |
| 2019  | Todd Klein            | Black Hammer: Age of Doom, Une étude en émeraude (Dark Horse); Batman: White Night (DC); Eternity Girl, Books of Magic (Vertigo/DC) et The League of Extraordinary Gentlemen: The Tempest (Top Shelf/IDW)                                                                                             |
| 2020  | Stan Sakai            | Usagi Yojimbo (IDW) |
| 2021  | Stan Sakai            | Usagi Yojimbo (IDW) |
| 2022  | Barry Windsor-Smith   | Monstres (Fantagraphics) |
| 2023  | Stan Sakai            | Usagi Yojimbo (IDW) |
| 2024  | Hassan Otsmane-Elhaou | The Unlikely Story of Felix and Macabber, The Witcher: Wild Animals, etc. (Dark Horse) ; Batman: City of Madness, The Flash, Poison Ivy, etc. (DC) ; Black Cat Social Club (Humanoids) ; Beneath the Trees Where Nobody Sees (IDW) ; The Cull, What’s the Furthest Place from Here? (Image), etc.     |

### Meilleur peintre ou artiste multimédias
Ce prix apparu en 1993 pour récompenser un auteur travaillant en couleur directe et qui n'a pas été attribué en 2012 a porté deux noms depuis sa création :
- 1993-1999 : Meilleur peintre (Best painter)
- 2000- : Meilleur peintre ou artiste multimédia (intérieur) (Best Painter/Multimedia Artist (Interior))

| Année | Auteur récompensé  | Titre(s) ou histoire(s) concerné(es)                                                             | Maison d'édition        |
| ----- | ------------------ | ------------------------------------------------------------------------------------------------ | ----------------------- |
| 1993  | Dave Dorman        | Aliens : Tribes                                                                                  | Dark Horse              |
| 1994  | Alex Ross          | Marvels                                                                                          | Marvel                  |
| 1995  | Jon J Muth         | The Mystery Play (en)                                                                            | Vertigo                 |
| 1996  | John Bolton        | Batman: Man-Bat                                                                                  | DC                      |
| 1997  | Alex Ross          | Kingdom Come                                                                                     | DC                      |
| 1998  | Alex Ross          | Uncle Sam                                                                                        | Vertigo                 |
| 1999  | Alex Ross          | Superman : Paix sur terre                                                                        | DC                      |
| 2000  | Alex Ross          | Batman : Guerre au crime                                                                         | DC                      |
| 2001  | Jill Thompson      | Scary Godmother                                                                                  | Sirius                  |
| 2002  | Charles Vess       | Rose                                                                                             | Cartoon Books           |
| 2003  | George Pratt       | Wolverine : Netsuke                                                                              | Marvel                  |
| 2004  | Jill Thompson      | « Stray », dans The Dark Horse Book of Hauntings                                                 | Dark Horse              |
| 2005  | Teddy Kristiansen  | C'est un oiseau... (en)                                                                          | Vertigo                 |
| 2006  | José Ladrönn       | Hip Flask (en): Mystery City                                                                     | Active Images           |
| 2007  | Jill Thompson      | « A Dog and His Boy », dans The Dark Horse Book of Monsters et « Love Triangle », dans Sexy Chix | Dark Horse              |
| 2007  | Jill Thompson      | « Fair Division », dans Fables: 1001 Nuits de neige                                              | Vertigo                 |
| 2008  | Eric Powell        | The Goon: Chinatown                                                                              | Dark Horse              |
| 2009  | Jill Thompson      | Magic Trixie et Magic Trixie Sleeps Over                                                         | HarperCollins           |
| 2010  | Jill Thompson      | Bêtes de somme                                                                                   | Dark Horse              |
| 2010  | Jill Thompson      | Magic Trixie and the Dragon                                                                      | HarperCollins           |
| 2011  | Juanjo Guarnido    | Blacksad                                                                                         | Dark Horse              |
| 2013  | Juanjo Guarnido    | Blacksad                                                                                         | Dark Horse              |
| 2014  | Fiona Staples      | Saga                                                                                             | Image                   |
| 2015  | J. H. Williams III | Sandman : Ouverture                                                                              | Vertigo                 |
| 2016  | Dustin Nguyen      | Descender                                                                                        | Vertigo                 |
| 2017  | Jill Thompson      | Wonder Woman : The True Amazon et Bêtes de somme : What the Cat Dragged In                       | DC Comics et Dark Horse |
| 2018  | Sana Takeda        | Monstress                                                                                        | Image                   |
| 2019  | Dustin Nguyen      | Descender                                                                                        | Image                   |
| 2020  | Christian Ward     | Invisible Kingdom                                                                                | Berger Books            |
| 2021  | Anand RK           | Blue in Green                                                                                    | Image                   |
| 2021  | John J. Pearson    | Blue in Green                                                                                    | Image                   |
| 2022  | Sana Takeda        | Monstress                                                                                        | Image                   |
| 2023  | Sana Takeda        | The Night Eaters: She Eats the Night (Abrams ComicArts) et Monstress (Image)                     |                         |
| 2024  | Sana Takeda        | The Night Eaters: Her Little Reapers (Abrams ComicArts) et Monstress (Image)                     |                         |

### Meilleur responsable éditorial
Ce prix, nommé « Best Editor » en anglais, n'a existé qu'entre 1992 et 1997.
| Année | Lauréat         | Séries dirigées                                                                           | Maison d'édition |
| ----- | --------------- | ----------------------------------------------------------------------------------------- | ---------------- |
| 1992  | Karen Berger    | The Sandman, Shade: the Changing Man, Kid Eternity, Books of Magic                        | DC Comics        |
| 1993  | Archie Goodwin  | Legends of the Dark Knight, Batman: Sword of Azrael, Deadman: Exorcism                    | DC Comics        |
| 1994  | Mike Carlin     | Ensemble des titres Superman                                                              | DC Comics        |
| 1994  | Karen Berger    | The Sandman                                                                               | Vertigo          |
| 1995  | Karen Berger    | The Sandman et Sandman Mystery Theatre                                                    | Vertigo          |
| 1996  | Stuart Moore    | Swamp Thing, The Invisibles, Preacher                                                     | Vertigo          |
| 1996  | Bronwyn Taggart | The Big Book of Weirdos, The Big Book of Conspiracies, Brooklyn Dreams, Stuck Rubber Baby | Paradox Press    |
| 1997  | Dan Raspler     | Kingdom Come, Hitman, The Spectre, Sergio Aragonès Destroys the DC Universe               | DC Comics        |

### Talent méritant une plus grande reconnaissance
Ce prix qui a existé de 1995 à 2008 servait à distinguer un jeune auteur ne pouvant être primé dans une autre catégorie. Sept des quatorze auteurs récompensés ont par la suite obtenu un prix Eisner dans une autre catégorie. Ce prix a porté deux noms :
- 1995-2005 : Talent méritant une plus grande reconnaissance (Talent Deserving of Wider Recognition)
- 2007-2008 : Mention spéciale (Special Recognition)

| Année | Auteur récompensé    | Titres concernés                                    |
| ----- | -------------------- | --------------------------------------------------- |
| 1995  | Evan Dorkin          | Milk and Cheese, Hectic Planet, Dork, Instant Piano |
| 1996  | Stan Sakai           | Usagi Yojimbo                                       |
| 1997  | Ricardo Delgado (en) | Age of Reptiles (en)                                |
| 1998  | Linda Medley         | Château l'attente                                   |
| 1999  | Brian Michael Bendis | Jinx, Goldfish, Torso                               |
| 2000  | Tony Millionaire     | Sock Monkey                                         |
| 2001  | Alex Robinson        | De mal en pis                                       |
| 2002  | Dylan Horrocks       | Hicksville, Atlas                                   |
| 2003  | Jason Shiga          | Fleep, Absence of Ink                               |
| 2004  | Derek Kirk Kim       | Same Difference & Other Stories                     |
| 2005  | Sean McKeever (en)   | The Waiting Place, Mary Jane, Inhumans, Sentinel    |
| 2006  | Aaron Renier         | Spiral-Bound                                        |
| 2007  | Hope Larson          | Gray Horses (Oni)                                   |
| 2008  | Chuck BB (en)        | Black Metal (Oni)                                   |

## Critique et produits dérivés

### Meilleur périodique ou travail journalistique consacré à la bande dessinée
Créé en 1992 en même temps que le prix du meilleur ouvrage sur la bande dessinée, ce prix n'a pas été remis en 1994 ni en 2001 et a été fusionné avec celui du meilleur ouvrage en 2003. Il a porté deux noms, évoluant en 2008 pour pouvoir récompenser des sites Internet :
- 1992-2000 : Meilleur périodique consacré à la bande dessinée (Best Comics-Related Periodical)
- 2002-2007 : Meilleur périodique ou publication consacré à la bande dessinée (Best Comics-Related Periodical/Publication)
- 2008- : Meilleur périodique ou travail journalistique consacré à la bande dessinée (Best Comics-Related Periodical/Journalism)

| Année | Titre                     | Rédacteur(s) en chef        | Maison d'édition              |  |
| ----- | ------------------------- | --------------------------- | ----------------------------- |  |
| 1992  | Comics Buyer's Guide      | Non précisé                 | Krause                        |  |
| 1993  | Comics Buyer's Guide      | Non précisé                 | Krause                        |  |
| 1995  | Hero Illustrated          | Non précisé                 | Warrior                       |  |
| 1996  | The Comics Journal        | Non précisé                 | Fantagraphics                 |  |
| 1997  | The Comics Journal        | Non précisé                 | Fantagraphics                 |  |
| 1998  | The Comics Journal        | Non précisé                 | Fantagraphics                 |  |
| 1999  | The Comics Journal        | Non précisé                 | Fantagraphics                 |  |
| 2000  | Comic Book Artist         | John B. Cooke               | TwoMorrows                    |  |
| 2002  | Comic Book Artist         | John B. Cooke               | TwoMorrows                    |  |
| 2004  | Comic Book Artist         | John B. Cooke               | Top Shelf                     |  |
| 2005  | Comic Book Artist         | John B. Cooke               | Top Shelf                     |  |
| 2006  | Comic Book Artist         | John B. Cooke               | Top Shelf                     |  |
| 2007  | Alter Ego                 | Roy Thomas                  | TwoMorrows                    |  |
| 2008  | Newsrama                  | Matt Brady et Michael Doran | Site Internet                 |  |
| 2009  | Comic Book Resources      | Jonah Weiland               | Site Internet                 |  |
| 2010  | The Comics Reporter       | Tom Spurgeon                | Site Internet                 |  |
| 2011  | Comic Book Resources      | Jonah Weiland               | Site Internet                 |  |
| 2012  | The Comics Reporter       | Tom Spurgeon                | Site Internet                 |  |
| 2013  | The Comics Reporter       | Tom Spurgeon                | Site Internet                 |  |
| 2014  | Comic Book Resources      | Jonah Weiland               | Site Internet                 |  |
| 2015  | Comics Alliance           | Andy Khouri                 | Site Internet                 |  |
| 2015  | Comics Alliance           | Caleb Goellner              | Site Internet                 |  |
| 2015  | Comics Alliance           | Andrew Wheeler              | Site Internet                 |  |
| 2015  | Comics Alliance           | Joe Hughes                  | Site Internet                 |  |
| 2016  | Hogan's Alley             | Tom Heintjes                | Site Internet                 |  |
| 2017  | The A.V. Club             | Oliver Sava et al.          | Site Internet                 |  |
| 2018  | The Comics Journal        | Dan Nadel                   | Site Internet (Fantagraphics) |  |
| 2018  | The Comics Journal        | Timothy Hodler              | Site Internet (Fantagraphics) |  |
| 2018  | The Comics Journal        | Tucker Stone                | Site Internet (Fantagraphics) |  |
| 2019  | Back Issue!               | Michael Eury (en)           | TwoMorrows                    |  |
| 2019  | PanelxPanel               | Hassan Otsmane-Elhaou       | Site Internet                 |  |
| 2020  | Women Write About Comics  | Nola Pfau et Wendy Browne   | Site Internet                 |  |
| 2021  | Women Write About Comics  | Nola Pfau et Wendy Browne   | Site Internet                 |  |
| 2022  | Women Write About Comics  | Nola Pfau et Wendy Browne   | Site Internet                 |  |
| 2023  | PanelXPanel               | Hassan Otsmane-Elhaou       | Site Internet                 |  |
| 2023  | PanelXPanel               | Tiffany Babb                | Site Internet                 |  |
| 2024  | The Comics Journal no 309 | Gary Groth                  | Fantagraphics                 |  |
| 2024  | The Comics Journal no 309 | Kristy Valenti              | Fantagraphics                 |  |
| 2024  | The Comics Journal no 309 | Austin English              | Fantagraphics                 |  |

### Meilleur livre consacré à la bande dessinée
Créé en 1992 en même temps que le prix récompensant le meilleur périodique sur la bande dessinée, ce prix n'a pas été remis en 1993 ni en 1995. Son nom a évolué au fil du temps :
- 1992, 1994 : Meilleur livre consacré à la bande dessinée (Best Comics-Related Book)
- 1996- : Meilleure publication consacrée à la bande dessinée (livre) (Best Comics-Related Publication–Book)
- 1997-2002 : Meilleur livre consacré à la bande dessinée (Best Comics-Related Book)
- 2003 : Meilleure publication consacrée à la bande dessinée (périodique ou livre) (Best Comics-Related Publication (Periodical or Book))
- 2004- : Meilleur livre consacré à la bande dessinée (Best Comics-Related Book)

| Année | Auteur                                       | Titre                                                                        | Maison d'édition                |
| ----- | -------------------------------------------- | ---------------------------------------------------------------------------- | ------------------------------- |
| 1992  | Howard Zimmerman (dir.)                      | From Aargh! to Zap!: Harvey Kurtzman's Visual History of the Comics          | Prentice Hall                   |
| 1994  | Scott McCloud                                | L'Art invisible                                                              | Kitchen Sink                    |
| 1996  | Manuel Auad                                  | Alex Toth                                                                    | Kitchen Sink                    |
| 1997  | Will Eisner                                  | Le Récit graphique                                                           | Poorhouse                       |
| 1998  | Pete Poplaski (dir.)                         | The R. Crumb Coffee Table Art Book                                           | Kitchen Sink                    |
| 1999  | Paul Dini et Chip Kidd                       | Batman: Animated                                                             | HarperCollins                   |
| 2000  | Neil Gaiman et Yoshitaka Amano               | The Sandman: Les Chasseurs de rêves (roman)                                  | Vertigo                         |
| 2001  | Les Daniels                                  | Wonder Woman : The Complete History                                          | Chronicle                       |
| 2002  | Chip Kidd (dir.)                             | Peanuts: The Art of Charles M. Schulz                                        | Pantheon                        |
| 2003  | Greg Sadowski                                | B. Krigstein, vol. 1                                                         | Fantagraphics                   |
| 2004  | Mike Mignola                                 | The Art of Hellboy                                                           | Dark Horse                      |
| 2005  | Gerard Jones                                 | Men of Tomorow: Geeks, Gangsters, et the Birth of the Comic Book             | Basic Books                     |
| 2006  | Charles Brownstein et Diana Schutz (dir.)    | Eisner/Miller                                                                | Dark Horse                      |
| 2007  | Joe Pruett                                   | The Art of Brian Bolland                                                     | Desperado et Image              |
| 2008  | Douglas Wolk                                 | Reading Comics: How Graphic Novels Work and What They Mean                   | Da Capo                         |
| 2009  | Mark Evanier                                 | Kirby: King of Comics                                                        | Abrams                          |
| 2010  | Denis Kitchen et Paul Buhle (dir.)           | The Art of Harvey Kurtzman: The Mad Genius of Comics                         | Abrams ComicArts                |
| 2011  | Paul Levitz                                  | 70 Years of DC Comics                                                        | DC                              |
| 2012  | Art Spiegelman                               | MetaMaus                                                                     | Pantheon                        |
| 2013  | Sean Howe                                    | Marvel Comics: The Untold Story                                              | HarperCollins                   |
| 2014  | Dean Mullaney et Bruce Canwell               | Genius Illustrated. The Life and Art of Alex Toth                            | LOAC/IDW                        |
| 2015  | Dean Mullaney et Bruce Canwell               | Genius Animated, vol. 3 : The Cartoon Art of Alex Toth                       | LOAC/IDW                        |
| 2015  | Michael Alexander Kahn & Richard Samuel West | What Fools These Mortals Be: The Story of Puck                               | LOAC/IDW                        |
| 2016  | Bill Schelly (en)                            | Harvey Kurtzman: The Man Who Created Mad and Revolutionized Humor in America | Fantagraphics                   |
| 2017  | Michael Tisserand                            | Krazy : George Herriman, a life in black and white                           | HarperCollins                   |
| 2018  | Paul Karasik (en) et Mark Newgarden (en)     | How to Read Nancy (en)                                                       | Fantagraphics                   |
| 2019  | Martha H. Kennedy                            | Drawn to Purpose: American Women Illustrators and Cartoonists                | University Press of Mississippi |
| 2020  | Lynda Barry                                  | Making Comics                                                                | Drawn & Quarterly               |
| 2021  | Ken Quattro                                  | Invisible Men: The Trailblazing Black Artists of Comic Books                 | Yoe Books / IDW                 |
| 2022  | Douglas Wolk (en)                            | All of the Marvels                                                           | Penguin Press                   |
| 2023  | Benjamin L. Clark                            | Charles M. Schulz: The Art and Life of the Peanuts Creator in 100 Objects    | Schulz Museum (en)              |
| 2023  | Nat Gertler (en)                             | Charles M. Schulz: The Art and Life of the Peanuts Creator in 100 Objects    | Schulz Museum (en)              |
| 2024  | Michael Molcher                              | I Am the Law: How Judge Dredd Predicted Our Future                           | Rebellion                       |

### Meilleur travail académique
Créé en 2012 à la suite de la multiplication des ouvrages académiques consacrés à la bande dessinée, ce prix est nommé « Best Educational/Academic Work » en anglais.
| Année | Auteur                                   | Titre                                                                             | Maison d'édition                |
| ----- | ---------------------------------------- | --------------------------------------------------------------------------------- | ------------------------------- |
| 2012  | Ivan Brunetti                            | Cartooning: Philosophy & Practice                                                 | Yale University Press           |
| 2012  | Charles Hatfield                         | Hand of Fire: The Comics Art of Jack Kirby                                        | University Press of Mississippi |
| 2013  | Susan E. Kirtley                         | Lynda Barry: Girlhood Through the Looking Glass                                   | University Press of Mississippi |
| 2014  | Sheena C. Howard et Ronald L. Jackson II | Black Comics. The Politics of Race and Representation                             | Bloomsbury                      |
| 2015  | Sarah Lightman (dir.)                    | Graphic Details: Jewish Women's Confessional Comics in Essays and Interviews      | McFarland & Company             |
| 2016  | Frances Gateward et John Jennings (dir.) | The Blacker the Ink: Constructions of Black Identity in Comics and Sequential Art | Rutgers University Press        |
| 2017  | Carolyn Cocca                            | Superwomen : Gender, Power, and Representation                                    | Bloomsbury                      |
| 2018  | Frederick Luis Aldama (en)               | Latinx Superheroes in Mainstream Comics                                           | University of Arizona Press     |
| 2019  | Anne Elizabeth Moore                     | Sweet Little C*nt: The Graphic Work of Julie Doucet                               | Uncivilized Books               |
| 2020  | Qiana Whitted                            | EC Comics: Race, Shock                                                            | Rutgers University Press        |
| 2021  | Rebecca Wanzo                            | The Content of Our Caricature: African American Comic Art and Political Belonging | New York University Press       |
| 2022  | Eike Exner                               | Comics and the Origins of Manga: A Revisionist History                            | Rutgers University Press        |
| 2023  | Alison Halsall                           | The LGBTQ+ Comics Studies Reader: Critical Openings, Future Directions            | University Press of Mississippi |
| 2023  | Jonathan Warren                          | The LGBTQ+ Comics Studies Reader: Critical Openings, Future Directions            | University Press of Mississippi |
| 2024  | J. Andrew Deman                          | The Claremont Run: Subverting Gender in the X-Men                                 | University of Texas Press       |

### Meilleure maquette
Ce prix, nommé « Best Publication Design » en anglais, est apparu en 1993. Chris Ware l'a remporté sept fois.
| Année | Auteur(s) de la maquette                                         | Auteur(s) de l'œuvre distinguée                                    | Œuvre distingué                                               | Maison d'édition            |
| ----- | ---------------------------------------------------------------- | ------------------------------------------------------------------ | ------------------------------------------------------------- | --------------------------- |
| 1993  | Dave McKean                                                      | Neil Gaiman et al.                                                 | Sandman : La Saison des brumes                                | DC                          |
| 1994  | Richard Starkings et Comicraft                                   | Alex Ross et Kurt Busiek                                           | Marvels                                                       | Marvel                      |
| 1995  | Chris Ware                                                       | Chris Ware                                                         | The Acme Novelty Library                                      | Fantagraphics               |
| 1996  | Chris Ware                                                       | Chris Ware                                                         | The Acme Novelty Library                                      | Fantagraphics               |
| 1997  | Chris Ware                                                       | Chris Ware                                                         | The Acme Novelty Library no 7                                 | Fantagraphics               |
| 1998  | Bob Chapman et Georg Brewer                                      | Alex Ross et Mark Waid                                             | Édition luxe de Kingdom Come                                  | DC Comics/Graphitti Designs |
| 1999  | Chip Kidd                                                        | Paul Dini et Chip Kidd                                             | Batman Animated                                               | HarperCollins               |
| 2000  | Mark Cox                                                         | Frank Miller                                                       | 300                                                           | Dark Horse                  |
| 2001  | Chris Ware                                                       | Chris Ware                                                         | Jimmy Corrigan                                                | Pantheon                    |
| 2002  | Chris Ware                                                       | Chris Ware                                                         | Acme Novelty Library no 15                                    | Fantagraphics               |
| 2003  | Amie Brockway-Metcalf                                            | Michael Lark et Dean Motter                                        | Batman: Nine Lives (en)                                       | DC                          |
| 2004  | Chip Kidd                                                        | Chip Kidd                                                          | Mythology: The DC Comics Art of Alex Ross                     | Pantheon                    |
| 2005  | Seth                                                             | Charles Schultz                                                    | The Complete Peanuts                                          | Fantagraphics               |
| 2006  | Chris Ware                                                       | Chris Ware                                                         | Acme Novelty Library Annual Report to Shareholders            | Pantheon                    |
| 2006  | Philippe Ghielmetti                                              | Winsor McCay                                                       | Little Nemo in Slumberland: So Many Splendid Sundays          | Sunday Press                |
| 2007  | Darwyn Cooke                                                     | Darwyn Cooke                                                       | La Nouvelle Frontière                                         | DC                          |
| 2008  | James Jean et Chris Pitzer                                       | James Jean                                                         | Process Recess 2                                              | Adhouse                     |
| 2009  | Cary Grazzini et Mike Mignola                                    | Mike Mignola                                                       | Albums de Hellboy                                             | Dark Horse                  |
| 2010  | Curtis King et Josh Beatman                                      | Alex Ross, Jim Krueger et Doug Braithwaite                         | Absolute Justice (en)                                         | DC                          |
| 2011  | Randall Dahlik                                                   | Dave Stevens                                                       | Rocketeer: Artist's Edition                                   | Idea & Design Works         |
| 2012  | Eric Skillman                                                    | Ramón K. Pérez                                                     | Jim Henson's Tale of Sand                                     | Archaia                     |
| 2013  | Chris Ware                                                       | Chris Ware                                                         | Building Stories                                              | Pantheon                    |
| 2014  | Dean Mullaney                                                    | Dean Mullaney et Bruce Canwell                                     | Genius Illustrated. The Life and Art of Alex Toth             | LOAC/IDW                    |
| 2015  | Jim Rugg                                                         | Collectif                                                          | Little Nemo: Dream Another Dream                              | Locust Moon                 |
| 2016  | Josh Beatman et Brainchild Studios                               | Neil Gaiman                                                        | Sandman Gallery Edition                                       | Graphitti Designs/DC        |
| 2017  | Sonny Liew                                                       | Sonny Liew                                                         | Charlie Chan Hock Chye, une vie dessinée                      | Pantheon                    |
| 2018  | Phil Balsman, Akira Saito (Veia), Norma Editorial, and MASH•ROOM | Katsuhiro Ōtomo                                                    | Akira 35th Anniversary Edition                                | Kōdansha                    |
| 2019  | John Lind                                                        | Will Eisner                                                        | Will Eisner’s A Contract with God: Curator’s Collection       | Kitchen Sink / Dark Horse   |
| 2020  | Lynda Barry                                                      | Lynda Barry                                                        | Making Comics                                                 | Drawn & Quarterly           |
| 2021  | Tracy Huron et Adrian Tomine                                     | Adrian Tomine                                                      | La Solitude du marathonien de la bande dessinée               | Drawn & Quarterly           |
| 2022  |                                                                  | Marvel Comics Library: Spider-Man vol. 1: 1962–1964                | Taschen                                                       | Drawn & Quarterly           |
| 2023  | Alison Halsall                                                   | Darwyn Cooke (d'après Richard Stark), Ed Brubaker et Sean Phillips | Parker: The Martini Edition—Last Call                         | Drawn & Quarterly           |
| 2024  | Mike Kennedy                                                     |                                                                    | Coffrets Bram Stoker's Dracula et Mary Shelley's Frankenstein | Magnetic                    |

### Meilleur produit dérivé (Best Comics-Related Product/Item)
Ce prix décerné de 1992 à 2002 avec des interruptions a eu plusieurs noms :
- 1992 : Best Comics-Related Product
- 1994 : Best Comics-Related Product/Item
- 1995-1996 : Best Comics-Related Item
- 1997-1998 : Best Comics-Related Product
- 1999-2000 : Best Comics-Related Product/Item
- 2002 : Best Comics-Related Item

En 1999 a été décerné en plus du prix du meilleur produit dérivé un éphémère prix de la meilleure figurine (Best Comics-Related Sculpted Figures, noté S dans le tableau).
| Année    | Auteur                                               | Objet                                                                 | Maison d'édition    |
| -------- | ---------------------------------------------------- | --------------------------------------------------------------------- | ------------------- |
| 1992     | Randy Bowen (de)                                     | Statuette Sandman                                                     | DC                  |
| 1994     | Chris Bachalo et al.                                 | Statuette Death                                                       | DC                  |
| 1995     | P. Craig Russell (dessin) et Randy Bowen (sculpture) | Statuette Sandman Arabian Nights                                      | Graphitti Designs   |
| 1996     | U.S. Postal Service                                  | Série de timbres sur le comic strip                                   | U.S. Postal Service |
| 1997     | Randy Bowen                                          | Buste Hellboy                                                         | Bowen Designs       |
| 1998     | Chris Ware                                           | Présentoir Acme Novelty Library                                       | Fantagraphics       |
| 1999     | Kris Ruotolo                                         | Montre Sandman                                                        | Vertigo             |
| 1999 (S) | Randy Bowen                                          | Statuette Hellboy                                                     | Bowen Designs       |
| 2000     |                                                      | Boîtes à repas Milk & Cheese, Sin City, Bettie Page, Hellboy, et Groo | Dark Horse          |
| 2002     | Yoe Studio                                           | Statuettes Dark Horse Classic Comic Characters                        | Dark Horse          |

## Temple de la renommée Will Eisner
Ce temple de la renommée créé en 1987 à partir du temple de la renommée des prix Jack Kirby distingue de grands auteurs et acteurs de la bande dessinée américaine, ainsi que quelques étrangers depuis 1998. Depuis 1999 l'inscription au temple de la renommée se fait de deux manières : le choix du jury (acteurs de la bande dessinée généralement morts, oubliés ou peu connus aux États-Unis, annoncés en janvier) et le choix du corps électoral des prix Eisner, à partir d'une liste établie par le jury (acteurs de la bande dessinée généralement vivants ou reconnus).
Après le Comic Con 2019, il contient 172 noms, dont 16 femmes et 13 personnes n'ayant pas fait leur carrière aux États-Unis. Les deux plus jeunes inscrits sont Robert Crumb, ajouté à 47 ans en 1993, et Art Spiegelman, à 51 ans en 1999. Hormis eux, seuls Neal Adams, Barry Windsor-Smith, Katsuhiro Otomo, Alison Bechdel, Frank Miller et Jaime Hernandez l'ont été avant leurs soixante ans. Plusieurs personnalités ont été ajoutées à titre posthume, parfois très longtemps (80 ans pour Richard F. Outcault) après leur décès, parfois juste après (deux semaines pour Joe Shuster).

## Statistiques

### Auteurs les plus récompensés
Les auteurs sont classés par nombre de prix Eisner gagnés (+), puis par temps mis à remporter ces prix (-), puis par nombre de catégories dans lesquelles ils ont gagné des prix (+).
| N° | Auteur           | Prix | Années des prix    | Nombre de catégories |
| -- | ---------------- | ---- | ------------------ | -------------------- |
| 1  | Alan Moore       | 24   | 1988-2006 (18 ans) | 10                   |
| 2  | Chris Ware       | 22   | 1995-2013 (18 ans) | 8                    |
| 3  | Todd Klein       | 18   | 1993-2019 (25 ans) | 1                    |
| 4  | Brian K. Vaughan | 14   | 2005-2017 (12 ans) | 4                    |
| 5  | Neil Gaiman      | 14   | 1991-2009 (18 ans) | 8                    |
| 6  | Darwyn Cooke     | 13   | 2005-2015 (10 ans) | 9                    |
| 7  | Mike Mignola     | 13   | 1995-2011 (16 ans) | 9                    |
| 8  | Alex Ross        | 13   | 1994-2010 (16 ans) | 5                    |
| 9  | Jill Thompson    | 13   | 2000-2017 (17 ans) | 7                    |
| 10 | Frank Miller     | 12   | 1991-1999 (8 ans)  | 6                    |

### Auteurs les plus récompensés dans une catégorie
| N° | Auteur           | Prix (catégorie)             | Années des prix |
| -- | ---------------- | ---------------------------- | --------------- |
| 1  | Todd Klein       | 18 (lettrage)                | 1993-2019       |
| 2  | Dave Stewart     | 9 (coloriste)                | 2003-2015       |
| 3  | Alan Moore       | 9 (scénariste)               | 1988-2006       |
| 4  | Scott Dunbier    | 8 (patrimoine)               | 2010-2022       |
| 5  | Chris Ware       | 7 (maquette)                 | 1995-2013       |
| 6  | James Jean       | 6 (couverture)               | 2004-2009       |
| 6  | Jill Thompson    | 6 (peintre)                  | 2001-2010       |
| 6  | Stan Sakai       | 6 (lettrage)                 | 1996-2021       |
| 9  | Steve Rude       | 5 (dessinateur)              | 1988-1997       |
| 9  | Sergio Aragonés  | 5 (publication humoristique) | 1992-2000       |
| 9  | Brian Bolland    | 5 (couverture)               | 1992-2001       |
| 9  | Alex Ross        | 5 (peintre)                  | 1994-2000       |
| 9  | Kyle Baker       | 5 (auteur humoristique)      | 1999-2006       |
| 9  | Gary Groth       | 5 (patrimoine)               | 2005-2017       |
| 9  | John B. Cooke    | 5 (journaliste)              | 2000-2006       |
| 9  | Brian K. Vaughan | 5 (série)                    | 2008-2017       |